# Ceret

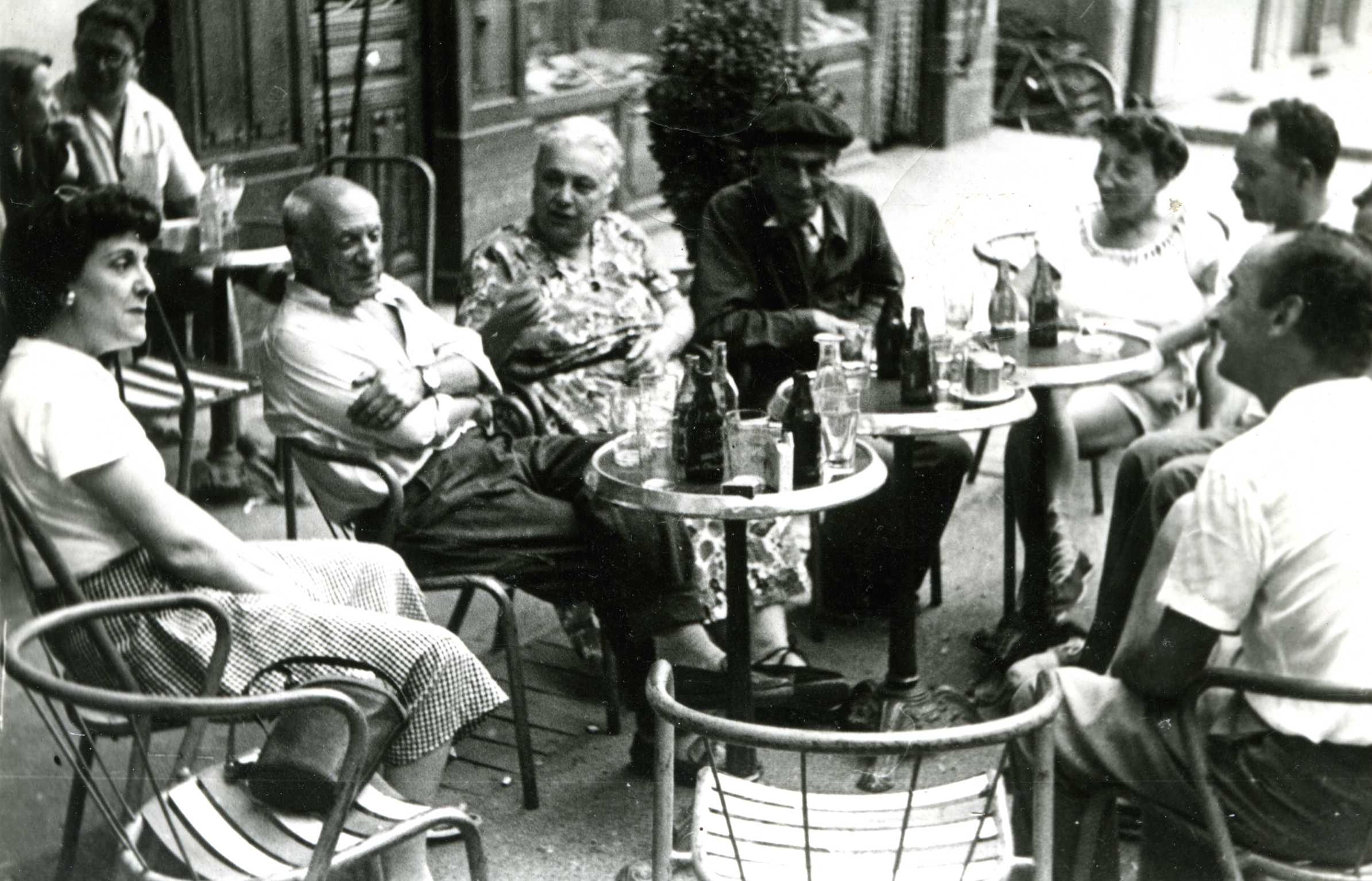
Picasso, Pierre Brune i Eudaldo a la dècada del 1950 a Ceret

Ceret ([sə'ɾet], en francès, Céret) és la vila capital del Vallespir, a la Catalunya del Nord. El seu terme és en part al pla, a uns 175 metres sobre el nivell del mar, i en part a la muntanya, on s'enfila fins als 1.400 metres d'altitud.
La vila és coneguda per les estades de grans pintors i escultors: el 1910 s'hi establí Manolo Hugué, amic de Pablo Picasso, el qual hi va estar el 1911, i més tard s'hi van unir Georges Braque i el poeta Max Jacob. Del 1911 al 1914 Picasso hi va pintar moltes obres cubistes. Pel mateix temps també varen ser a la vila Juan Gris i Auguste Herbin. El 1919 els lituans Chaïm Soutine i Pinchus Krémegne, expressionistes, i el cubista André Masson. Més tard, Marc Chagall, Raoul Dufy, Albert Marquet i Jean Cocteau. El 1950 Pierre Brune, instal·lat a Ceret des del 1916, hi va fundar el Museu d'Art Modern, al qual Picasso i Matisse van donar diverses obres. El 1953, Picasso va tornar a Ceret, i va donar al museu més obres. El 1983 hi va anar a pintar Antoni Tàpies i se li va dedicar una sala del museu. El 1990 es va portar a Ceret un llenç de Picasso del període blau (el Retrat de Corina Pere Romeu).
Els ceretans tenen el sobrenom de "els sac-i-corda". A més a Ceret és coneguda popularment com a la capital de la cirera.

## Etimologia
Joan Coromines explica el topònim Ceret en el seu Onomasticon Cataloniae... dient que és un derivat col·lectiu en -etum del mot cerasium (cirerer). És a dir, lloc plantat de cirerers.

## Geografia

Situació de la comuna de Ceret en el Vallespir

### Localització i característiques generals del terme
El terme comunal de Ceret, de 378.600 hectàrees d'extensió, està situat a la zona oriental de la comarca del Vallespir, però a prop d'una posició central. És, de fet, en el primer eixamplament de la vall del Tec després de superar la part més estreta i tortuosa de la vall. El terme s'estén a banda i banda del Tec, en un terme estret, d'est a oest, i allargassat, de nord a sud.
El terme arriba pel sud fins a la carena axial dels Pirineus, on assoleix les màximes elevacions. El punt més elevat és el Roc de Fraussa, de 1.421 m alt; el punt més baix del terme és la llera del Tec en el moment que surt del terme ceretà, a 96,2 m alt. La vila de Ceret és a 120,5. El límit meridional de la comuna és la carena pirinenca axial ja esmentada, on, de ponent a llevant, es troben el Roc de Fraussa, punt de trobada dels termes de Ceret, Reiners i Maçanet de Cabrenys, el Ras Moixer, de 1.411,1 m alt, el Coll del Pou de la Neu, a 1.239,5 m alt, i el Pic de les Salines, o de les Pedrisses, de 1.330,6 m alt, en el vessant nord-oriental es troba el triterme entre Ceret, Morellàs i les Illes i Maçanet de Cabrenys.
Tot el límit occidental del terme davalla sense seguir cap límit natural, ja que va alternant costers, travessant carenes i seguint còrrecs en alguns llocs, fins a la llera del Tec a l'extrem occidental del terme de Ceret, a 131,4 m alt. Pel que fa a l'oriental, sí que segueix bastant determinats accidents geogràfics: Pas del Cavall, a m alt, Collada de l'Estràbol, a, Coll dels Cirerers, a, vessant sud-est del Puig de Fontfreda, a la cota 1.086,8, Coll de Fontfreda, a m alt, Pic del Bolaric, de, 
La zona per on discorre el Tet és una zona lleugerament ampla entre dos vessants muntanyosos: al nord, esquerra del Tet, es tracta dels contraforts meridionals dels Aspres, mentre que al sud, dreta del Tet, són els contraforts septentrionals dels Pirineus.
| Oms     | Vivers              | Sant Joan de Pladecorts |
| Reiners |                     | Morellàs i les Illes    |
|         | Maçanet de Cabrenys |                         |

### La vila de Ceret

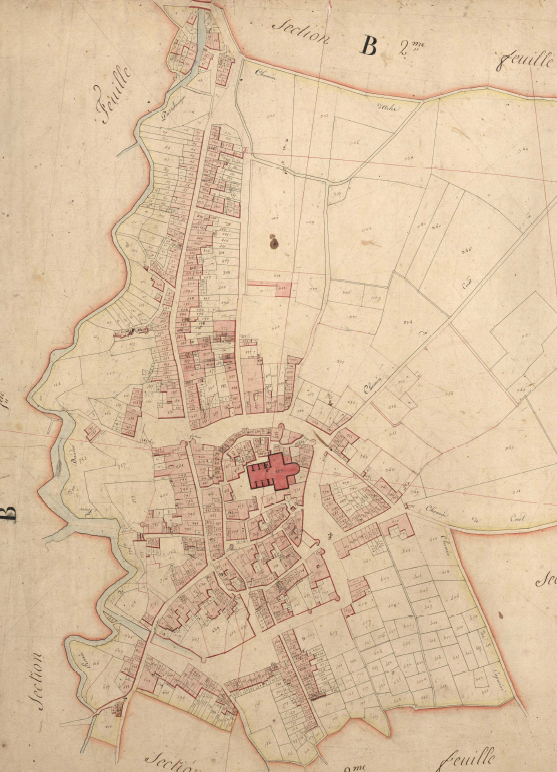
Ceret en el Cadastre napoleònic del 1812 (Arxius Departamentals dels Pirineus Orientals)

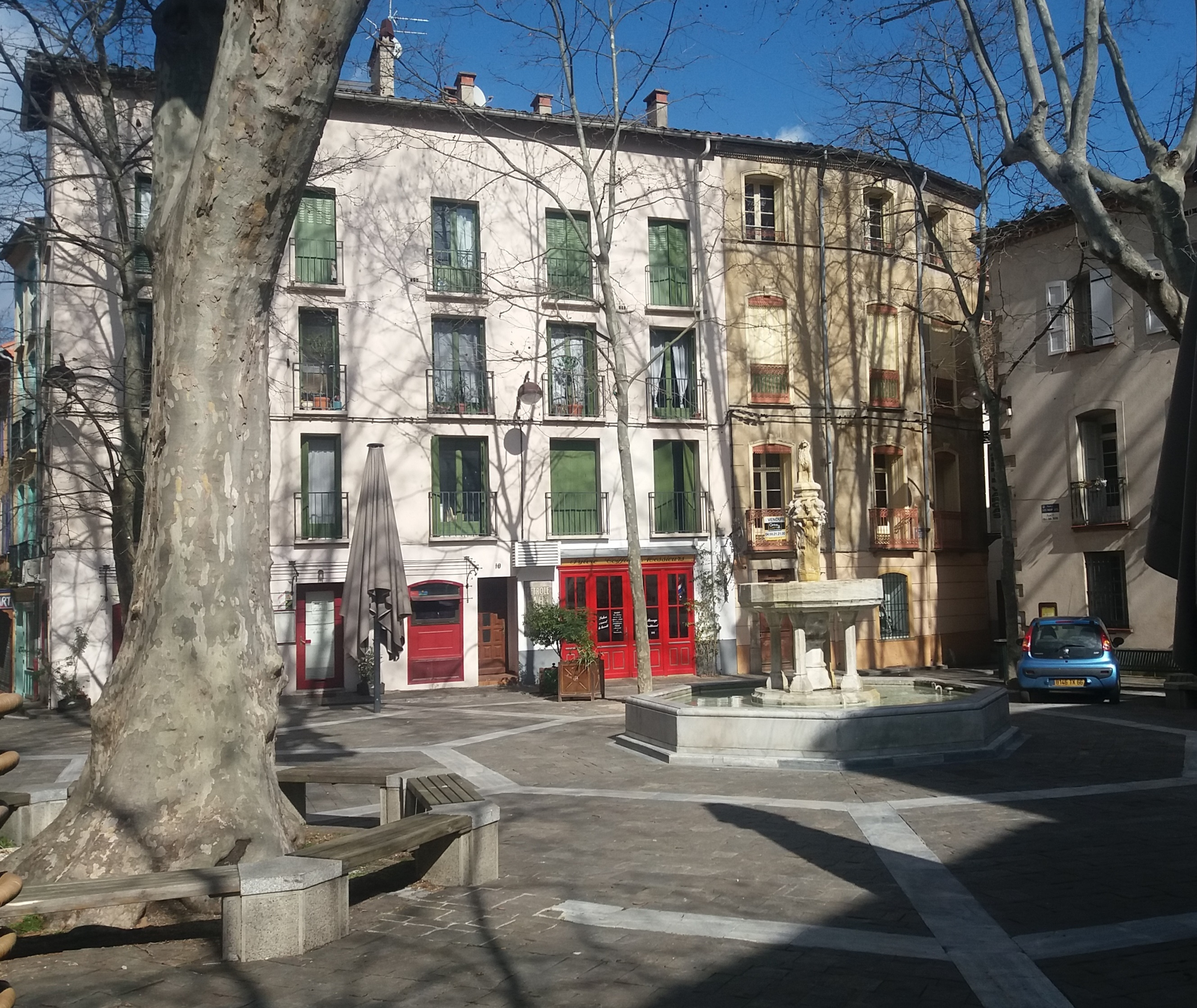
Plaça de la Font dels Nou Raigs

La vila vella de Ceret està situada dalt d'un turó, on està situat l'antic recinte de la vila murada, punt des del qual s'estén turó avall sobretot cap al nord i nord-est, anant a cercar la zona més plana del fons de la vall del Tec, per on discorre la carretera general. La vila conserva força bé l'antic recinte clos, amb els seus portals i fragments de muralles (part d'aquests llenços de muralles actualment ocupats per cases que conserven el recinte, amb alguns elements de les antigues muralles que es conserven a l'interior de les cases), amb l'església de Sant Pere al bell mig. En les fotografies aèries es pot reconèixer perfectament perquè els antics fossats de les muralles foren convertits en passeigs arbrats que marquen clarament l'antic recinte murallat. Dins de la vila vella es distingeixen el Barri d'Avall, el de la Font de l'Amor, el de les Esportelles, o Carrer de les Esportelles, el del Carrer de les Olles, actualment Carrer de Danton, el del Carrer de l'Hospital, ara anomenat Carrer de Pierre Rameil, el de les Eixides, el de l'Era d'en Rodor, ara conegut com les Arcades, o Plaça de Pablo Picasso, el de la Plaça del Barri, o del Barri d'Avall, el del Pont d'en Jan Sarris i el de la Ruta de la Flora, ara Carrer dels Evadits de França.

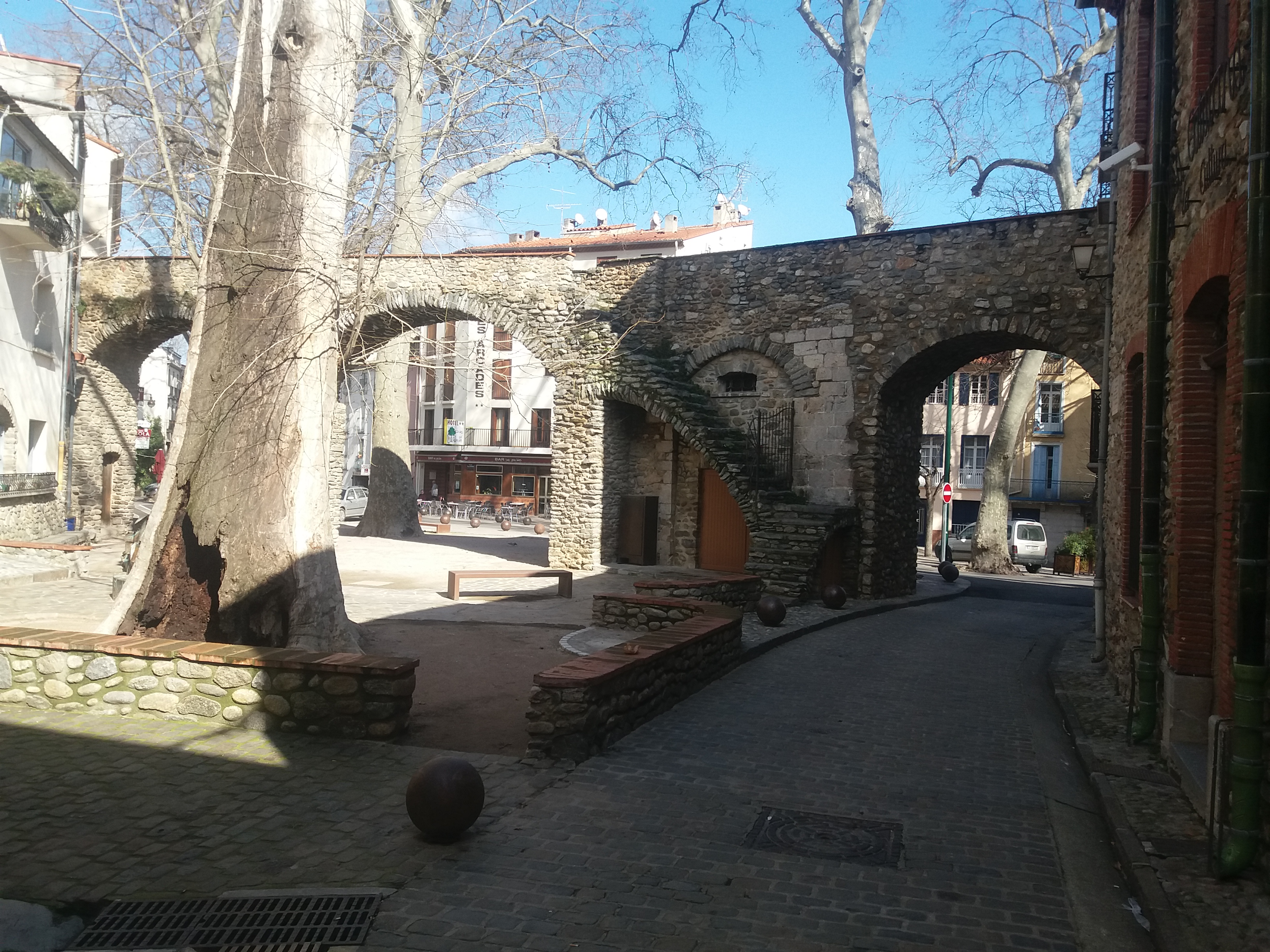
Placeta d'en Duran i Porta d'Espanya

Els edificis destacats de la vila vella de Ceret són l'antiga capella de Sant Roc, popularment denominada la Capelleta, la Casa Catalana, o Casa del Patrimoni Françoise Claustre, l'antic Hospital de Sant Pere, avui dia Centre de Música Popular, el Museu d'Art Modern, la Porta de França, la Porta d'Espanya (antigament anomenada dels Moros), a l'Era d'en Rodor, la Sala de la Unió, l'església parroquial de Sant Pere i la Torre de les Esportelles.
En superar les muralles, es formaren barris nous, a l'entorn de la vila primitiva. Així van anar apareixent els barris del Carrer Llarg del Castell, o Carrer dels Gitanos, en l'actualitat Carrer de Pierre Brune, el del Carrer Nou, actualment anomenat Carrer de Sant Ferriol, el del Carrer Vell, ara Carrer de la República, el de la Plaça del Castell, ara Plaça de la República, el del Carrer del Pont, o del Pont de Ceret, o, simplement, el Pont i Venta Farines.

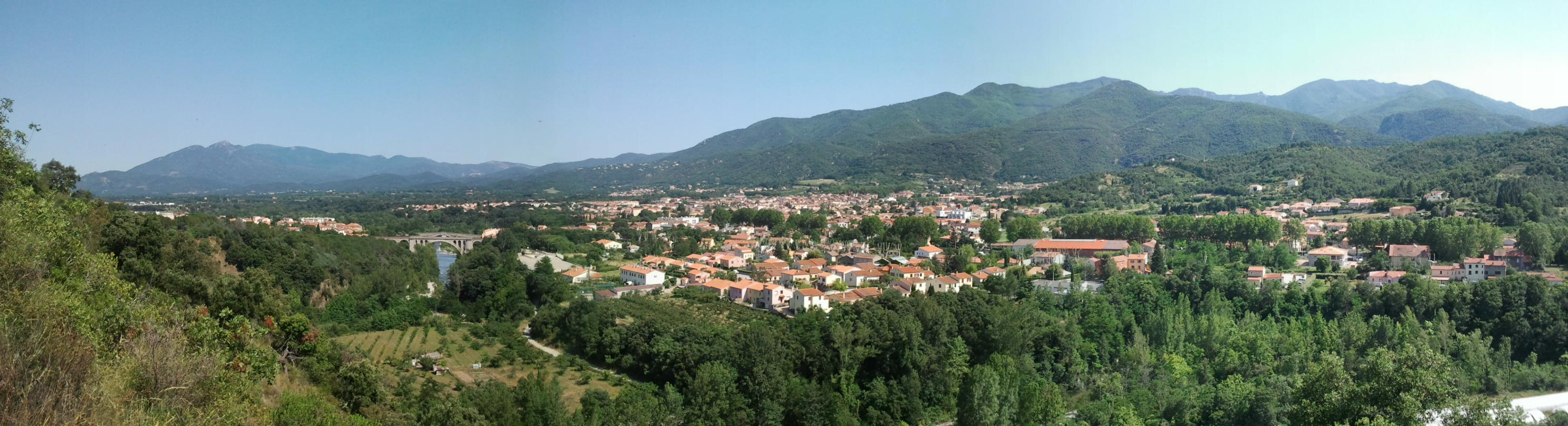
Ceret des del nord-oest

Amb el creixement urbanístic, el cementiri -ara anomenat Cementiri vell- quedà obsolet, insuficient, i es construí el Cementiri nou a la carretera de Morellàs. En els eixamplaments moderns, al nord-oest de la vila hi ha la Cooperativa Frutícola Céret Primeurs, la Fàbrica de Taps Sabater i la Fàbrica de Taps Vidaló, aquesta darrera a prop de l'antiga Estació (la Gara), al nord-est l'estadi de Fontcalda i la Fàbrica de Taps Peirot, ara en desús, antigament anomenada Usina de Betes d'en Bardó i al sud, l'estadi Lluís Fondecave, al costat del Liceu Déodat de Severac.
La vila de Ceret ha experimentat un darrer creixement, des del darrer terç del segle xx, a través d'algunes urbanitzacions allunyades del nucli urbà, com els Alts de Ceret, situada en terres de l'antic terme de Palol, a llevant del terme, ran del límit amb Morellàs i les Illes, al Casot d'en Pellagordi, la Noguereda, al sud-est de la vila, damunt de la carretera de Morellàs, la Porta del Vallespir, al nord de la vila, a l'esquerra del Tec, el Ventós, le Vieux Chaume i la Zona Industrial d'Ulric.

### El Pont de Ceret
El Pont de Ceret és el veïnat sorgit al segle XX a la zona plana del nord de la vila vella, a prop del Pont del Diable, i de la carretera general i del Tec. Està situat al nord - nord-oest de la vila, una mica per sota seu. Un dels elements que va contribuir a la seva formació va ser l'estació, ara desapareguda, del ferrocarril d'Arles a Elna, que el 1939 va deixar de funcionar com a línia de transport per a viatgers i actualment només ho fa en règim de transport de mercaderies entre el Voló i Elna.

### La Cabanassa

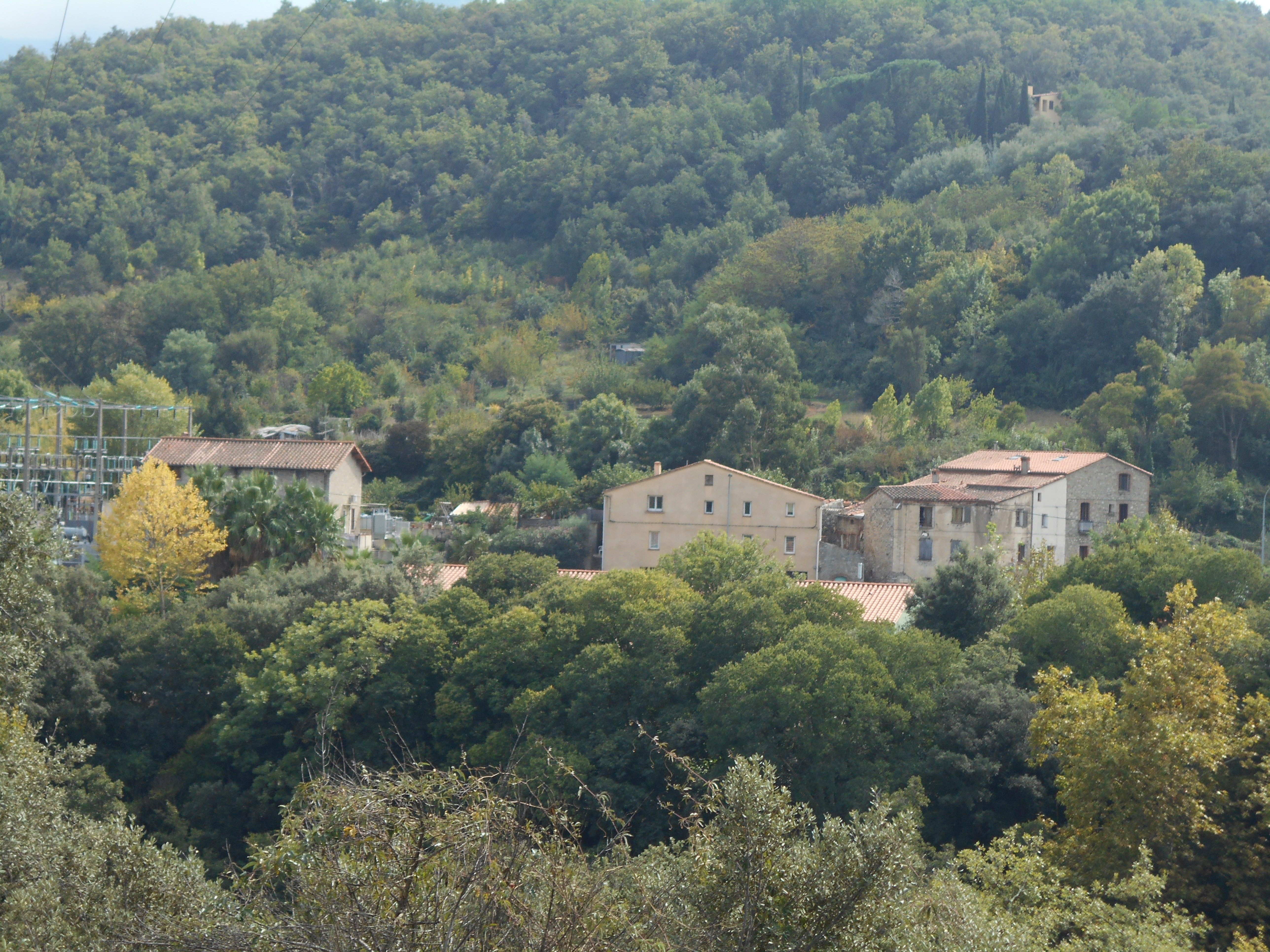
El veïnat de la Cabanassa des de l'esquerra del Tec

El veïnat de la Cabanassa està situat al nord-oest de la vila de Ceret, al peu de la carretera general, a l'extrem occidental del terme comunal. És un veïnat que s'ha format majoritàriament a la segona meitat del segle XX al llarg de la carretera general. Antigament, tan sols hi havia un hostal de camí ral (la Cabanassa del nom del veïnat). Segons explica Joan Coromines en el seu Onomasticon Cataloniae, cabanassa és un derivat de la paraula romànica cabana, del llatí capanna (petita construcció rudimentària a la muntanya o al costat dels pasturatges), amb el sufix augmentatiu -assa. A part de designar construccions de muntanya, en diversos llocs de Catalunya al peu de carreteres o de vies de comunicació, cabanassa ha servit tradicionalment per a designar hostals de camí ral o de carretera. El veïnat de la Cabanassa té continuïtat en el veïnat homònim del veí terme de Reiners.

### Palol
L'antic poble d'hàbitat rural de Palol és al sud-est de la vila de Ceret. En l'actualitat existeix un Mas de Palol, però el terme de Palol reunia un bon grapat de les masies situades al sud-est de Ceret, en els entorns d'aquesta masia.

### Sant Jordi de Ceret
Sant Jordi de Ceret, o Sant Jordi del Carner o del Pla del Carner, és una capella situada a l'extrem oriental del terme, al nord de Palol, i al costat del Mas Sant Jordi, al nord-oest del Mas Vidaló, al nord-est del Mas Sant Rafael i al sud-est del Mas d'en Comte. A Sant Jordi hi ha un dels càmpings de Ceret.

### Sant Ferriol
L'ermita de Sant Ferriol és al nord del terme comunal, molt a prop del límit amb Vivers, en un indret que ofereix molt bons panorames de Ceret i de la vall del Tec. Sant Ferriol és el copatró de Ceret, i aquesta ermita és seu d'un aplec molt concorregut per persones de tot el Vallespir i bona part dels Aspres..

### Les masies del terme
Tot i que el creixement de Ceret ja ha absorbit algunes de les masies i edificacions aïllades del seu terme, encara n'hi queden bastants. Tanmateix, algunes han estat convertides o bé en segones residències, o en primers habitatges de jubilats procedents sobretot del nord de França. Les edificacions fora vila de Ceret són la Barraca Barba, la Barraca d'en Güell, la Barraca de Comes, ara anomenada Barraca d'en Biscaia, Can Llemosí, o Mas d'en Llemosí, la Casa Assolellada, llar de jubilats, la Casa Nova, el Casot d'en Mutones, el Castell Bardó, o d'Aubirí, abans Mas d'Aubirí, amb la seva Cava Cooperativa, la Conca, o Mas d'en Dunyac, el Cortal de la Cabra, abans d'en Delcròs, el Cortal d'en Conte, el Convent dels Caputxins de Ceret, el mas en ruïnes de la Font dels Fogons, el Mas Alavall, el Mas Anglada, el Mas Anglès, el Mas Baró, o d'en Companyó, abans Mas Miró, el Mas Companyó, abans d'en Germà, el Mas Cosinet, el Mas Cubris, el Mas de Falgueroles, abans Mas Sitges, el Mas de la Castanyeda, el Mas de l'Albitre, el Mas de la Maura, abans Brasès, el Mas de la Torre, abans Ribes, el Mas de l'Ai, anomenat de la Chênaie, el Mas del Favol, el Mas de l'Home, el Mas del Prat Lloser, abans Oliver, el Mas dels Capellans, el Mas del Truc, el Mas de la Font d'en Fils, o d'en Barruà, o d'en Fils, el Mas d'en Baptista, o Can Baptista, abans Cortal Borrell, el Mas d'en Barrabam, de Reiners, però amb terres a Ceret, el Mas d'en Blasi, o Ginestó, el Mas d'en Bouer, o Mas Bouer, abans d'en Llobet, el Mas d'en Calça Roig, abans també d'en Llobet, o Mas Patllari, el Mas d'en Carles, el Mas d'en Casanova, abans Anglès, el Mas d'en Cirera, abans Campa, el Mas d'en Clarimon, el Mas d'en Clic, o Can Mateu, el Mas d'en Comte, o Bellevue, el Mas d'en Daudet, el Mas d'en Fils, o d'en Barruà, o Delclòs, el Mas d'en Gorça, el Mas d'en Mas, o Mas Alicante, el Mas d'en Ripalla, el Mas de Noguereda, el Mas d'en Panna, el Mas d'en Pellagordi, el Mas d'en Picamal, el Mas d'en Poble, el Mas d'en Ponet, el Mas d'en Ribes, el Mas d'en Sabà, abans Mas Companyó i Cadena, el Mas d'en Sant Amanç, el Mas d'en Valentí, o Can Valentí, abans Mas Xatart, el Mas d'en Veguer, abans Mas Pui, el Mas d'en Vilanova, el Mas d'en Vinagre, o Mas Vinagre, el Mas d'en Viscaia, abans Mas d'en Pere Mas, el Mas d'en Xiringa, o Can Xiringa, el Mas de Palol, o d'en Ponç, o Mas Politxo, abans Mas Colomines, o de l'Avet, el Mas Domens, el Mas Duran, el Mas Fita, o Can Fita, o Clamig, el Mas Fontcalda, el Mas Forgues, el Mas Galí, el Mas Gasconet, el Mas Guitard, abans Güell, el Mas Justafré, el Mas Oliva, el Masot de Ponet Pellagordi, el Mas Noé, el Mas Pallot, abans Tamesa, el Mas -o Can- Panatxe, el Mas Parrot, abans de Puigsegur, el Mas Perer, abans Conte, el Mas Petit d'en Brasès, el Mas Petit d'en Ribes, el Mas Petit d'en Vilanova, el Mas Petit d'Oliver, el Mas Picanyol, abans Gener, el Mas Picat, el Mas Pujol, el Mas Pujarniscla, el Mas Querol, abans Delcròs, el Mas Ribes, el Mas Ricard, abans d'en Rancurt, el Mas Safont, el Mas Sant Miquel, el Mas Saquer, abans Jaubert, un segon Mas Saquer, o Oliver, el Mas Seriès, el Mas Sobirana, el Mas Soler, el Mas Tauriac, el Mas Tornet, el Mas -o Can- Vidaló, el Mas Vixella, el Mas Xatard, els Molins, la Polleda, el mas anomenat Sant Jordi, i Sant Rafael, o el Mas Rafael, o el Mas Pepito.
Alguns són en ruïnes, com el Cortal de la Roca Punxuda, abans d'en Brasès, el Mas Bonet, el Mas Dagàs, el Mas de la Marigona, abans Rigall i el Mas Sega. D'altres, ja desapareguts, són noms antics, en desús, com la desapareguda Barraca d'en Zoccheto, dos d'anomenats Mas Bardetis, el Mas Bardelló, o Tamesa, el Mas Cistelles, el Mas Cruset, el Mas Fabrelles, a Ulric, el Mas Oliver, el Mas Roca, el Mas Taubert,. Uns elements destacats, únics en el terme, són el Pou de la Neu, a l'extrem meridional del terme ceretà, el Refugi del Touring Club, al centre del terç meridional del terme comunal de Ceret i la Tomba, o les Tombes.
Ceret té unes quantes edificacions religioses al llarg i a l'ample del seu terme: la Creu, prop de Sant Ferriol, les capelles de la Mare de Déu dels Dolors del Mas Seriès, de Santa Anna del Mas Companyó, de Sant Agustí del Mas d'en Ribes, de Santa Isabel del Mas Querol, de Santa Margarida del Castell d'Aubirí, de Santa Maria del Pont, desapareguda, de Sant Sebastià del Pont, de la qual queden restes escadusseres, l'ermitatge de Sant Ferriol, la capella de Sant Jordi de Ceret, o del Carner, o del Pla del Carner, la de Sant Lluís Rei del Mas dels Capellans i la de Sant Joaquim del Mas Perer. Es poden afegir a aquest capítol els monuments civils de l'Estela dels evadits, al Coll de Fontfreda i l'Estela de Carles Sabater, al Roc Famós.

### Hidrografia
Tot i que el pas del Tec pel terme de Ceret és breu, atès que aquest territori és llarg i estret, aquest riu és el vertebrador de tot el sistema hidrogràfic de la comuna de Ceret. Per l'esquerra del Tec, hi arriben els cursos d'aigua procedents dels Aspres. De ponent a llevant, seguint el curs del riu, s'hi troben el Riucerdà, que hi aporta els còrrecs de la Redubta, de Reirós, del Solà de Riucerdà, de Ribesaltes i de Coma Dona, i més a llevant, el Còrrec de les Conilleres. Els altres còrrecs que es troben en el terme de Ceret a l'esquerra del Tec, s'uneixen uns en el Còrrec de Ridoleres, que s'aboca en el Tec en el terme veí de Sant Joan de Pladecorts, formant una vall paral·lela al Tec al nord seu. Els còrrecs que aflueixen en el de Ridoleres són el de Puig Rodon, els Còrrecs del Solà de la Creu, el de Santa Margarida, i el d'en Gaspar i el del Solà de Galderans. Uns altres còrrecs formen dues altres valls encara més all nord, centrades la primera en el Còrrec de Santa Teresa, i la segona en el Còrrec dels Moros i el seu afluent, el Còrrec de Sant Ferriol, que fa de termenal amb la comuna de Vivers. A l'extrem nord del terme, en part també termenal amb Vivers, hi ha el Còrrec de la Guàrdia i el d'en Janet Panna, o del Bac de Sant Ferriol.
Els afluents de la dreta del Tec, més abundants, de recorregut més llarg i de pendent més accentuat, són, també de ponent a llevant, el Còrrec de la Cabanassa, el Còrrec del Ventós, amb el Còrrec d'en Sarraí, el Còrrec d'en Colomer, amb el d'en Xiringa, el Còrrec dels Tins, amb el Còrrec de la Font d'en Daudet, el de Sant Pluget i el del Salt del Truc; cap a la meitat del terme hi ha l'important Còrrec de Noguereda, que en part fou el termenal de ponent de l'antic terme de Palol, un dels de recorregut més llarg de la comuna ceretana. El Còrrec de Noguereda recull les aigües de tot un conjunt de còrrecs de muntanya: el del Mas Companyó, el del Mas d'en Ribes, el de la Solana d'en Blanc i els dos anomenats Còrrec Fosc. Encara més a llevant, paral·lel a l'anterior, però més curt, hi ha el Còrrec de Matacans; continuant cap a l'est es troba el Còrrec de Fullà, de força recorregut, que ajunta les aportacions dels còrrecs de Palol, de Reixurt i de Miralles. A l'extrem sud-occidental del terme s'obre una vall que s'inicia a Ceret i s'acaba en el terme de Reiners, on es va a abocar en el Tec. Centra aquesta vallə̯ el Còrrec de l'Arnau, que recull els còrrecs del Mas Querol, de la Marigona, del Puig de la Cabra, del Mas d'en Llemosí, la Vallera, o Ribera de la Vallera, o Ribera de Reiners, el Còrrec de la Font de la Balceda, del de Barrabam, o del Mas d'en Barrabam, de la Marquesa, de Campans, Còrrec Gran, de Ras Moixer, del Pou de la Neu i del Pic de les Salines. Finalment, a la zona est del centre del terme hi ha alguns còrrecs que fan cap al terme veí de Morellàs i les Illes, com el Còrrec del Mas Borrec, el Còrrec del Clot del Puig de Garbuix, el Còrrec d'en Calça Roig i, ja a la zona propera al Tec, el Còrrec de Font Blanca. A la part més alta del terme, i amb la major part de curs en el terme de Morellàs i les Illes hi ha el Còrrec de Prat Lloser i el del Mas d'en Genís. Hi ha també el Gorg dels Castanyers i els de les Anelles i els salts d'aigua del Salt del Truc i del Salt dels Balços o Bauços.
La part plena del terme, la directament influïda pel riu, compta amb canals de rec de la zona hortícola, com el Canal, o Canal de Ceret, el Rec dels Embolicaires, el Rec de Morellàs, o Canal de Palol, 
En el terme ceretà hi ha nombroses fonts: les Deus, o Font de les Deus, Font Calda, Font de la Beceda, Font de la Costeta, Font de l'Amor, abans de l'Om, Font de l'Arrel, Font del Freixe, Font del Geni, Font del Mas Cruset, Font del Mas de la Maura, Font del Mas d'en Biscaia, Font del Mas d'en Blasi, Font del Mas d'en Calça Roig, Font del Mas d'en Carles, Font del Mas d'en Pellagordi, Font del Mas d'en Ribes, Font del Mas d'en Vinagre, Font del Mas de Palol, Font del Mas Querol, Font del Mas Soler, Font dels Nou Raigs, Font del Tell, Font d'en Daudet, Font d'en Fils, Font de Prat Lloser, Font de Reixurt, Font de Sant Josep, Font Freda, Font Grossa, Font Helena i Font Passa Temps.

### Orografia

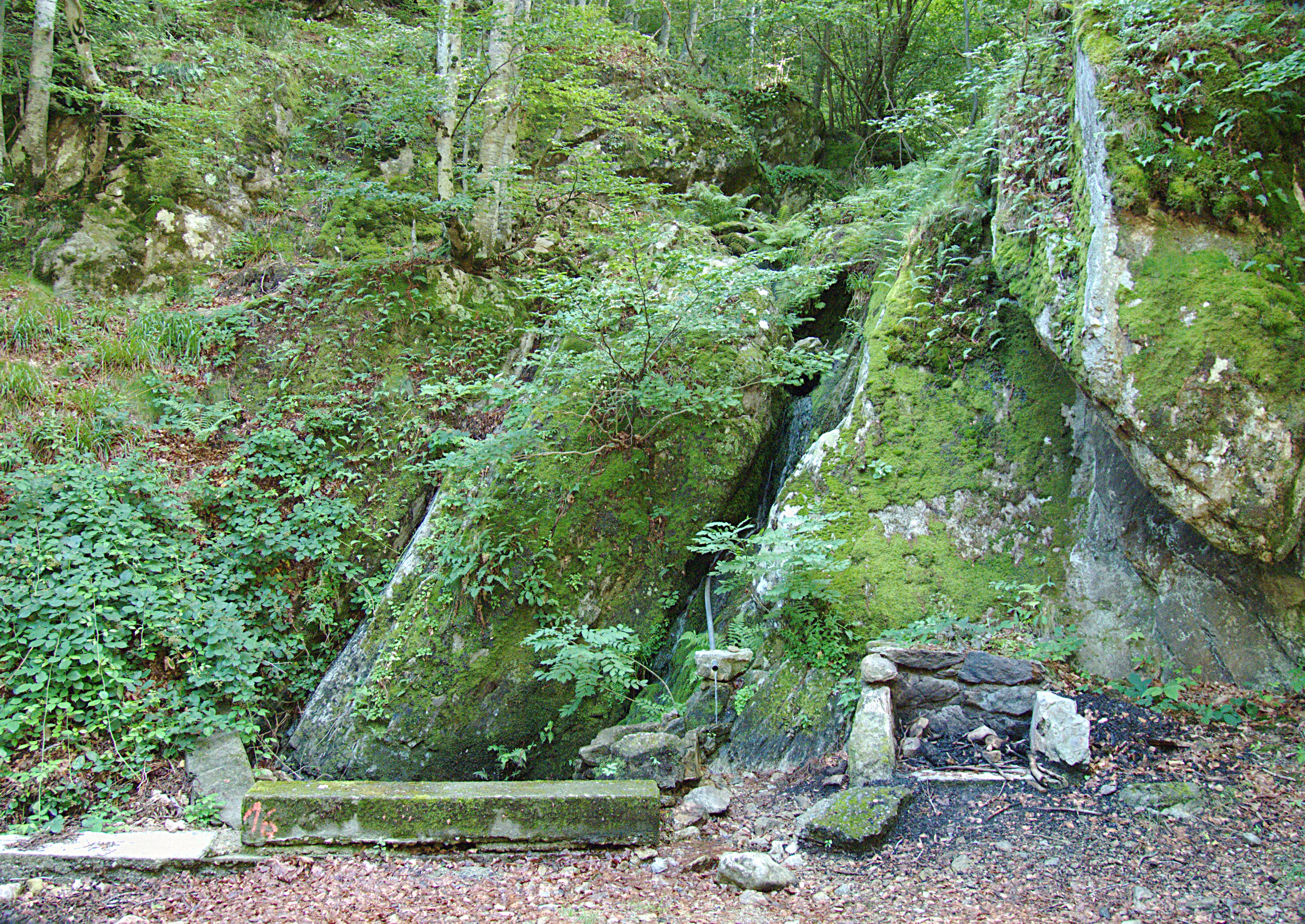
El Bosc de la Comtessa

Bastants dels topònims ceretans indiquen l'orografia del seu terme. Així, hi trobem obagues, com el Bac de Galderans, el de la Solana d'en Blanc, el d'en Ribes, el d'en Pellagordi, el d'en Biscaia, el de Riu Cerdà i el de Sant Ferriol; Boscs, com el Bosc de Campans, el de la Comtessa, el de la Vila, el d'en Pellagordi i la Marquesa, o Bosc de la Marquesa; clots: Clot de Font Grossa i Clot dels Polls; colls: Collada de l'Estràbol, Coll de Baucells, Coll de Fontfreda, Coll de la Brossa, Coll del Pou de la Neu, Coll dels Cirerers, Coll de Miralles, Coll d'en Llemosí i Pas del Cavall; costes, com la Costa dels Horts, la Costa de la Maura i la Costeta; coves, com la Cova del Llop o del Salze, ara Cova dels Trabucaires; muntanyes, com el Bolaric, o Pic del Bolaric, el Pic de Garses, o de Garsa, el Pic de les Salines, el Puig de Fontfreda, el Puig de la Cabra, el Puig de Miralles, el Puig d'en Galí, el Puig Rodon, Ras Moixer, el Roc Blanc del Camí d'Oms, el Roc Blanc de Galderans, el Roc de Fraussa, el Roc del Castellàs, el Roc de la Graula, el Roc del Corb, el Roc de l'Escofet, el Roc del Pou de la Neu, el Roc de Sant Gabriel i el Roc Famós; plans, com el Pla de Bulat, el Pla de les Barraques, el Pla de l'Estràbol, el Pla de Sant Jordi, o del Carner; serres i serrats, com la Serra del Bolaric, el Serrat de l'Albitre, el Serrat, abans Serra, de Galderans, el Serrat de Galós, el Serrat del Piló, el Serrat del Ventós, el Serrat d'en Calcina i el Serrat d'en Simó; solanes, com el Solà de Galderans, el Solà de la Creu, el Solà del Piló de Palol, el Solà del Puig d'en Galí, el Solà d'en Companyó, el Solà de Riucerdà, la Solana d'en Blanc.

### El terme comunal
Els llocs destacats o partides rurals del terme de Ceret són l'Agramasser, l'Asticotiera, Aubirí, o Mas d'Aubirí, la Baixada de Palol, la Barraca d'en Biscaia, abans d'en Comes, els Balços, o Bauços, Beltric, el Bolaric, les Burgueres, o Burgueres de Morellàs, el Camí de Cotlliure, el Camí de la Muntanya, el Camp del Xiprer, els Camps d'en Companyó, els Caputxins, la Carrerada de Palol, el Casot d'en Pellagordi, les Castanyedes, el Castellàs, Coma Dona, la Conca, les Conilleres, el Còrrec de l'Arnau, el Còrrec dels Moros, el Còrrec de Miralles, el Còrrec de Noguereda, el Còrrec de Puig Rodon, el Còrrec de Sant Ferriol, la Creu, Entre Matacans i Fullà, l'Era d'en Vidal, el Faig de les Creus, Falgueroles, Fontfreda, el Grau d'Eixalà (nom desaparegut; era al Pont de Ceret), la Guàrdia, les Guixeres, les Hortes, el Manitrau, el Marbre (antigues pedreres, al Mas Querol), la Marigona, Mas Bonet, Mas Companyó, abans Mas d'en Germà, Mas de la Maura, Mas del Favol, Mas d'en Barruà, abans Mas d'en Fils, Mas d'en Blasi, Mas d'en Boc (nom antic), Mas d'en Bouer, abans d'en Llobet, Mas d'en Carles, Mas d'en Casanova, Mas d'en Clarimont, Mas d'en Fils, Mas d'en Llemosí, Mas d'en Pellagordi, Mas d'en Poble, Mas d'en Vinagre, Mas d'en Biscaia, abans d'en Pere Mas, Mas Gros d'en Ribes, el Masot, Mas Pallol, Mas Parrot, abans Mas de Puigsegur, Mas Perer, Mas Petit d'en Ribes, Mas Querol, les Massotes, Miralles, els Molins, la Mosquita, la Noguereda, l'Oratori, el Palau, Pararols, el Pellagordi, Palol de Baix, el Pas del Cavall, la Pedregosa del Pont, la Platja dels Aviadors i la Platja dels Pobres, o d'en Zoccheto (desaparegudes), la Polleda, el Pontet, la Porta de Ferro, el Pou de la Neu, el Prat de les Deus, el Prat d'en Ribes, el Prat Lloser, o Lleuger, Redubta de Galderans, el Regatiu, Reixurt, Ribesaltes, el Roc d'en Colom, Sota el Bolaric, el Talc, el Talc, o la Savoneta (tots dos, antigues pedreres de talc), el Tuire del Mas Duran, Ulric, Venta Farines, el Ventós i Vinyes Planes.
Alguns topònims són de senyals termenals, com el Piló de la Calmella, el del Bolaric, el del Serrat de Galós, el dels Planters, el d'en Simó, el de Palol, el de Sant Joan, el de Vilada, el Roc de Colom, el Salt del Truc, Santa Margarida, Sant Ferriol i Sant Jordi.

### Fites frontereres
Pel fet que la línia fronterera estatal en el terme de Ceret segueix estrictament la carena principal dels Pirineus, no hi ha cap fita fronterera en aquesta comuna.

## Transport

### Carreteres
Les carreteres del terme comunal de Ceret són bàsicament quatre: la D115 (El Voló - Coll d'Ares), que enllaça quasi tot el Vallespir pel fons de la vall del Tec, la D615 (Ceret - D612, a Llupià), que enllaça Ceret amb Tuïr, la D618 (D900, a Morellàs i les Illes - el Voló), que uneix el Vallespir amb la carretera que travessa de sud a nord tota la Catalunya del Nord, la D13f (Ceret - les Illes), que travessa, plena de revolts, la zona de muntanya dels termes de Ceret i de Morellàs i les Illes.

### Ferrocarril

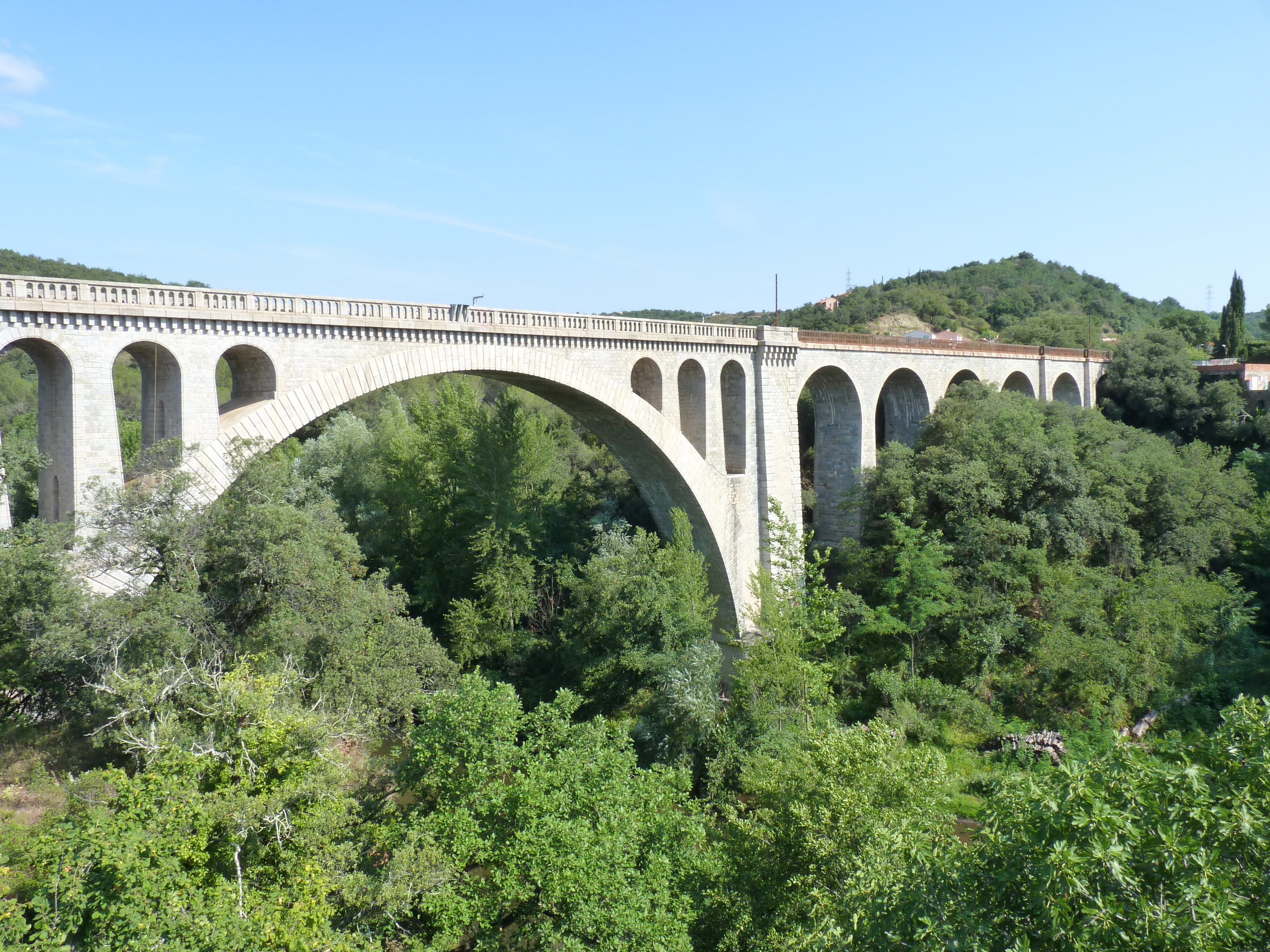
El pont del ferrocarril damunt del Tec

Tot i que se'n conserva el traçat, malgrat la supressió de les vies, Ceret ja no disposa de ferrocarril. Fou suprimit el 1939, i pertanyia a una línia, Arles - Elna, que només es conserva entre el Voló i Elna com a línia de mercaderies. Es conserva, tanmateix, l'espectacular pont damunt del Tec, al costat mateix de ponent del Pont del Diable; és un dels tres ponts que conformen la fesomia de l'espai de Ceret a l'entorn del riu.

### Transport col·lectiu per carretera
Ceret compta amb transport en autobús gràcies diverses línies de Le bus à 1 €, servei departamental. D'una banda, hi ha la línia 300/340, de Perpinyà a Arles, la 340/341, de Perpinyà a la Presta, i la 401, de Ceret a Argelers de la Marenda. Totes aquestes línies ofereixen molts serveis cada dia.

### Els camins del terme
El terme ceretà té algunes vies de comunicació internes, que no surten fora del límits del terme, com el Camí d'Aubirí, rebatejat com a Allée du Château, el Camí de Can Fita, o dels Bauços, avui dia Carrer de la Cascada, el Camí de Falgueroles, el Camí de la Costa dels Horts, el Camí de la Creu, el Camí de la Muntanya (dos de diferents), el Camí de l'Estació de Bombeig, el Camí de la Polleda, el Camí del Coll de Baucells, el Camí del Coll de Baucells al Gorg de les Anelles, el Camí de l'Ermitatge, o de Sant Ferriol, el Camí de les Burgueres, el Camí de les Conilleres, el Camí de les Salines, el Camí del Mas Badó, el Camí del Mas Companyó, el Camí del Mas d'en Blasi, el Camí del Mas d'en Barrabam, el Camí del Mas d'en Comte, o de Bellevue, el Camí del Mas d'en Gorga, el Camí del Mas d'en Llemosí, el Camí del Mas d'en Ribes, el Camí del Mas Pallot, el Camí del Mas Perer, o del Talc, el Camí del Mas Seriès, el Camí del Mig, el Camí de l'Oratori, el Camí del Regatiu, el Camí de Miralles, el Camí de Ribesaltes, el Camí de Riucerdà, el Camí de Santa Margarida, el Camí de Sant Ferriol, el Camí de Sant Pluget, el Camí del Serrat d'en Calcina, la Ruta de Fontfreda, la Ruta del Balcó de Ceret, la Ruta del Bosc de la Vila, la Ruta del Ventós i la Ruta de Sant Joan. Esment a part mereix el Camí de Ferro, antic traçat del ferrocarril d'Arles a Elna.
Entre les vies de comunicació que enllacen Ceret amb els pobles i termes veïns es troben el Camí de la Selva, o de Palol a la Selva, o de la Font Grossa, el Camí de les Burgueres des de Morellàs, el Camí de Llauró (tres de diferents), el Camí dels Banys, el Camí de Reirós, el Camí de Sant Pau, el Camí de Tallet, el Camí d'Oms, el Camí d'Oms a Sant Ferriol, el Camí de Vilargell, el Camí de Vivers, el Camí Ramader, antigament Camí d'Oms, el Camí Ral, o de Cotlliure, la Carrerada de Palol, la Ruta de les Illes, la Ruta de Llauró, la Ruta de Morellàs i la Ruta dels Banys.

## Activitats econòmiques
La base de l'economia ceretana és l'agricultura, tot i que a causa de la seva capitalitat comarcal i de l'atractiu turístic que ofereix, té comerços i establiments de serveis, que refermen la seva categoria de vila. Hi ha més de 350 explotacions agràries, amb més de 1.200 hectàrees conreades. La principal collita és la de cireres (Ceret és el primer productor de cireres primerenques de la regió), seguida de presseguers, pereres, albercoquers i pomeres. Una mica menys d'extensió l'ocupa la vinya, una mica menys de la meitat dedicada a vins de denominació d'origen controlada. Té molta anomenada el vi dolç natural de Sant Ferriol. Hi ha també una mica d'hortalisses (fruits primerencs, escaroles, enciams, mongetes, tomàquets, carxofes...) i 10 hectàrees testimonials de cereals. La resta, pastures i farratges: la cabana animal està formada per més de 1.500 caps ovins, un centenar de cabrum i una trentena de bovins i d'equins.
La principal activitat industrial és actualment en plena decadència: la producció de suro i de productes elaborats amb suro. Hi ha algunes empreses de construcció i uns quants obradors d'elaboració de productes per al turisme relacionats amb l'activitat artística que Ceret ha tingut des dels primers anys del segle xx. A l'esquerra del Tet, al nord-est del terme, s'ha obert la Zona Industrial d'Ulric.
Hi ha un bon nombre d'establiments d'allotjament i restauració, així com un gran càmping, el Càmping Municipal de la Noguereda, i dos altres de més petits, le Cérisier i el del Mas d'en Mas. A la zona muntanyosa, cap a Fontfreda, es troba la Casa Assolellada, dedicada a allotjament de jubilats, a més de refugi de muntanya.

## Història

### Prehistòria
El territori de Ceret va ser habitat pel poble dels consuarans. Destaca el Roc de Nou Creus, datat del Neolític.

### Edat mitjana
Ceret està documentada des de l'any 814, en un precepte de Lluís el Piadós. S'hi explica que Ceret havia estat creada en un lloc deshabitat en temps de Carlemany, amb la intervenció, a més de l'emperador franc, del pare d'un dels dos a qui Lluís el Piadós concedeix l'aprisió. Es tracta, doncs, d'un document de continuació del poblament de Ceret. En el document, s'esmenta també l'església de Sant Pere. Entre els segles xi i xiii el senyoriu de la vila recau en una família anomenada Ceret: Gausfred de Ceret, el seu fill Guillem Gausfred, els fills del darrer, Rotllan i Udalgar, i els seus descendents Gausfred, Bernat, Guifré i Galceran, tots cognominats de Ceret. En aquesta època està documentat un castell o torre de Ceret, actualment desaparegut, que devien ser dins del recinte de la vila; tal vegada ocupaven part del lloc on es construí l'església barroca de Sant Pere, molt més gran que la primitiva església romànica.
Vers mitjan segle xiii s'extingí el llinatge de Ceret, i passà als Vernet, dels quals, per matrimoni passà als Castellnou i, a mitjan segle xiv, als Queralt. Aleshores passà a mans de burgesos ennoblits de Perpinyà, els darrers dels quals foren els Blan, la família dels quals tenia també el domini de Boaçà. Finalment, a finals del XIV s'integrà en el Vescomtat de Perellós, acabat de crear. Sota el domini de Lluís XI de França, en fou senyor Guillem de Caramany, marit d'una Perellós. Amb la restitució del comtat de Rosselló, els de Perellós entraren en litigis per tal de recuperar-ne el domini, però al final fou adjudicada a Claudi I de Lanuza, els descendents del qual la mantingueren fins a la Revolució Francesa.

### Edat Moderna
Al segle xvii Ceret esdevingué un centre polític de primer ordre perquè s'hi celebraren les conferències per a l'aplicació del Tractat dels Pirineus. Deu anys més tard, a més, fou el centre de la Revolta dels Angelets.
Durant la guerra Gran fou escenari de combats entre francesos i espanyols.

### Edat Contemporània
El terme comunal de Palol, creat el 1790, va ser agregat el 1823 al de Ceret.

## Demografia

### Demografia antiga
La població està expressada en nombre de focs (f) o d'habitants (h)
| 1365  | 1378  | 1470  | 1515  | 1553  | 1643  | 1709  | 1720  | 1730  | 1755  | 1765    | 1767    | 1774  | 1789  |
| 227 f | 242 f | 194 f | 163 f | 142 f | 340 f | 498 f | 416 f | 498 f | 587 f | 1.350 h | 2.215 h | 498 f | 440 f |

Font: Pélissier, 1986.

### Demografia contemporània
Del 1836 fins als nostres dies, a Ceret es va afegir l'antiga comuna de Palol.
| Evolució de la població |       |       |       |       |       |       |       |       |
| 1793                    | 1800  | 1806  | 1821  | 1831  | 1836  | 1841  | 1846  | 1851  |
| 1.754                   | 2.181 | 2.517 | 2.692 | 3.251 | 3.302 | 3.313 | 3.519 | 3.586 |

| 1856  | 1861  | 1866  | 1872  | 1876  | 1881  | 1886  | 1891  | 1896  |
| ----- | ----- | ----- | ----- | ----- | ----- | ----- | ----- | ----- |
| 3.488 | 3.585 | 3.737 | 3.708 | 3.629 | 3.777 | 3.818 | 3.828 | 3.766 |

| 1901  | 1906  | 1911  | 1921  | 1926  | 1931  | 1936  | 1946  | 1954  |
| ----- | ----- | ----- | ----- | ----- | ----- | ----- | ----- | ----- |
| 3.840 | 3.841 | 3.921 | 4.472 | 4.918 | 5.052 | 5.118 | 5.148 | 5.091 |

| 1962  | 1968  | 1975  | 1982  | 1990  | 1999  | 2006  | 2011  | 2014  |
| ----- | ----- | ----- | ----- | ----- | ----- | ----- | ----- | ----- |
| 5.421 | 5.438 | 5.987 | 6.798 | 7.285 | 7.291 | 7.568 | 7.583 | 7.663 |

Fonts: Ldh/EHESS/Cassini fins al 1999, després INSEE a partir deL 2004

### Evolució de la població

Població 1962-2008

## Administració i política

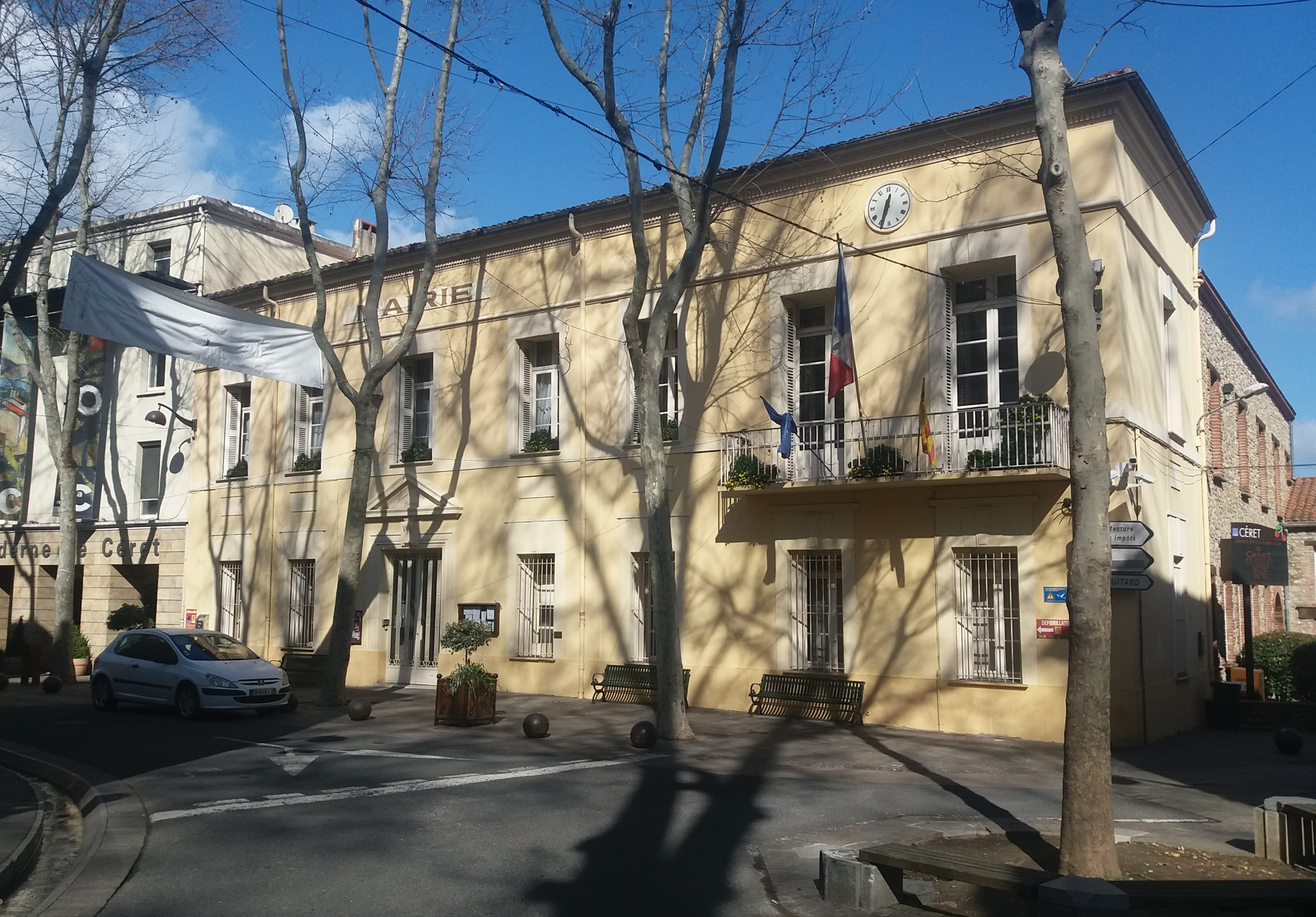
La Casa del Comú

### Batlles
Llista d'alcaldes
| Alcalde                | Període                         |
| ---------------------- | ------------------------------- |
| Jean Maler             | 1943 - 1944                     |
| Jacques Souquet        | 1944 - 1945                     |
| Gaston Cardonne        | 1945 - 1947                     |
| Henri Guitard          | 1947 - 1963                     |
| Marcel Parayre         | 1963 - 1964                     |
| Michel Sageloly        | 1964 - 1983                     |
| Henri Sicre            | 1983 - 1995                     |
| Michel Sageloly (fill) | 1995 - 1996                     |
| Henri Sicre            | 1996 - març del 2001            |
| Alain Torrent          | març del 2001 - juliol del 2020 |
| Michel Coste           | juliol del 2020 - Moment actual |

### Legislatura 2014 - 2020

#### Batlle

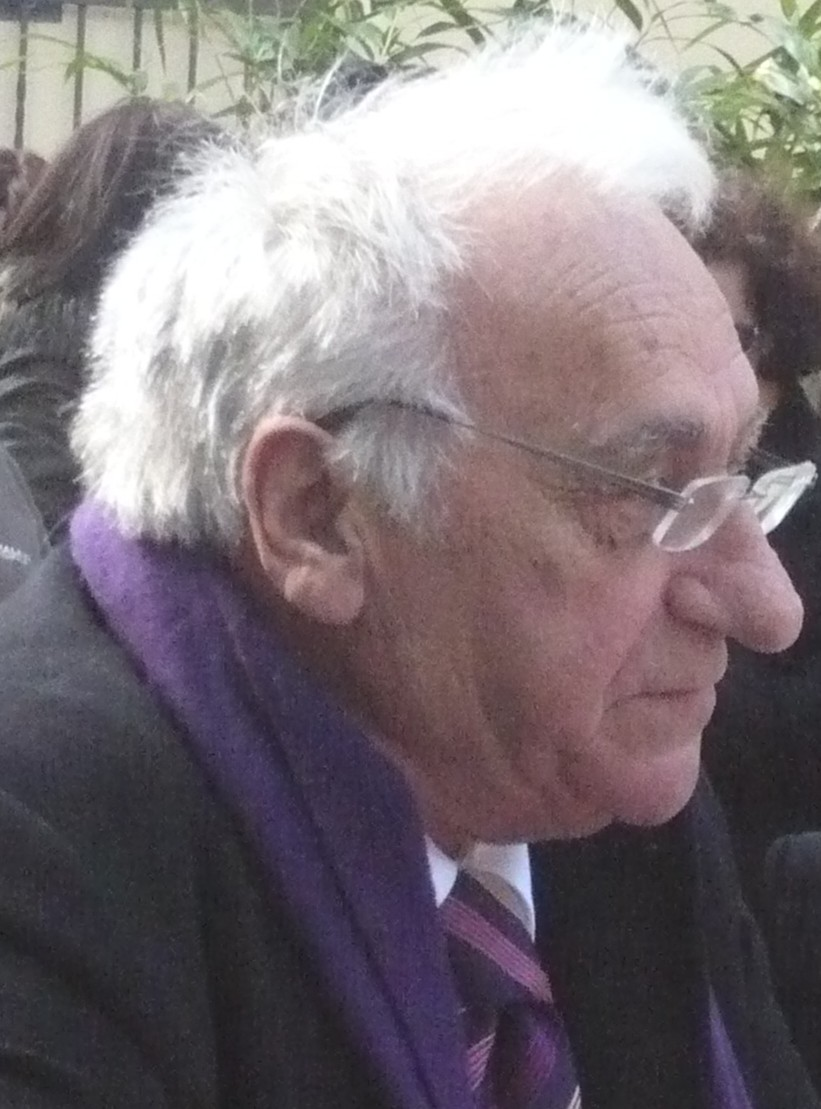
Alain Torrent (2013)

- Alain Torrent.

#### Adjunts al batlle[16]
- 1r: Jean-Pierre Piquemal
- 2n: Patrick Puigmal
- 3a: Annie Calvet Torrent
- 4t: Jean-Louis Albitre
- 5a: Michèle Torrent
- 6è: Jean-Pierre Mau
- 7a: Josiane Xatart
- 8a: Brigitte Ferrer.

#### Consellers municipals
- Martine Quer
- Renée Leonardi
- Jacques Bizern
- Francis Deloncle
- Sarah Zobel Sabatier
- Bernard Houms
- Marie-Laure Thubert
- Guy Casanovas
- Hortense Hargreaves
- Joseph Martin
- Sophie Cousin
- François Brule
- Paulette Ferriz
- Michel Coste
- Brigitte Baranoff
- José Angulo
- Jean Saseras
- Annie Laurent Manent.

### Adscripció cantonal

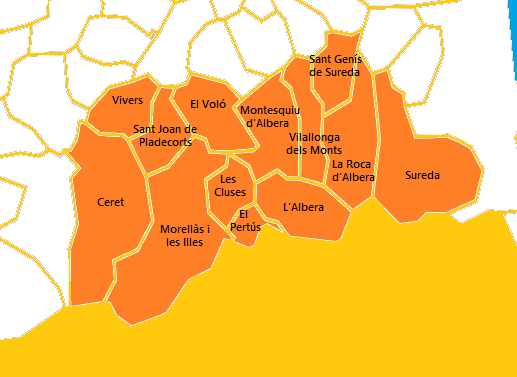
Mapa del Cantó de Vallespir - Albera

A les eleccions cantonals del 2015 la vila de Ceret ha estat inclosa en el cantó denominat Vallespir - Albera, amb capitalitat en aquesta vila, i amb la vila del Voló i els pobles de l'Albera, les Cluses, Montesquiu d'Albera, Morellàs i les Illes, el Portús, la Roca d'Albera, Sant Genís de Fontanes, Sant Joan Pla de Corts, Sureda, Vilallonga dels Monts i Vivers. Hi han estat escollits com a consellers departamentals Martine Rolland, del Partit Socialista, vicepresident del Consell departamental, i Robert Garrabé, també del Partit Socialista, batlle de Sant Joan de Pladecorts i vicepresident del Consell departamental.

### Agermanaments
Actualment, la vila de Ceret està agermanada amb tres altres viles o ciutats:
- Almonte (Andalusia)
- Banyoles (Catalunya). Ple de 27 d'octubre del 2004
- Lüchow (Alemanya). Ple del 1983.

## Ensenyament i cultura

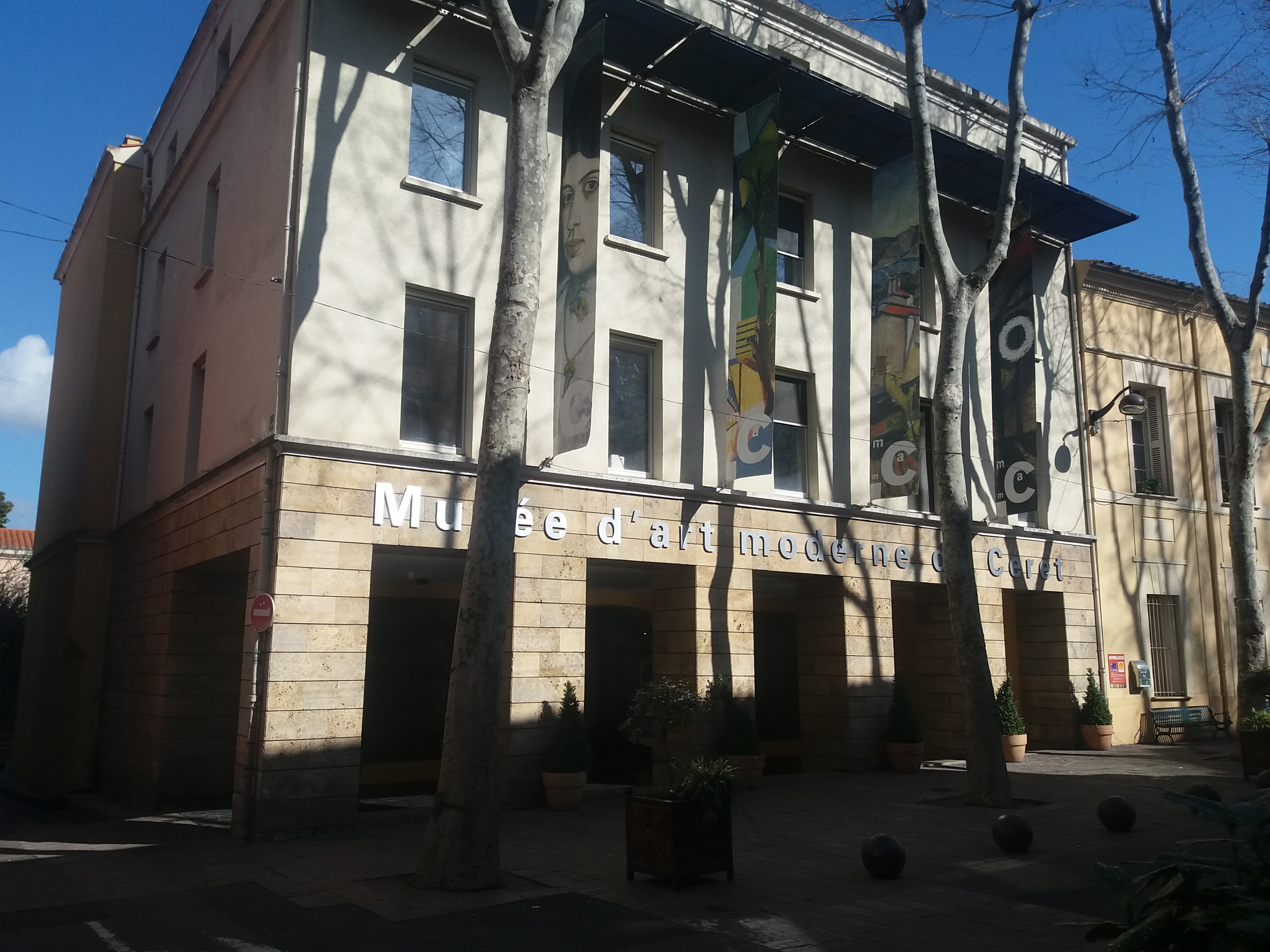
El Museu d'Art Modern

La vila de Ceret, cap de comarca i de cantó administratiu, ofereix tot un seguit de centres d'ensenyament, que atenen les necessitats acadèmiques no tan sols de la vila, sinó de tota la comarca del Vallespir i dels pobles més propers del Rosselló. Així, els centres d'ensenyament existents a Ceret són els següents:
- Ensenyament maternal
  - Escola maternal pública Joan Miró
  - Escola maternal pública Pont del Diable
- Ensenyament primari
  - Escola primària Marc Chagall
  - Escola primària Pablo Picasso
- Ensenyament secundari
  - Col·legi públic Joan Amades
- Batxillerat
  - Liceu general, tecnològic i professional Déodat de Severac
  - Liceu professional agrícola privat Beau Soleil.

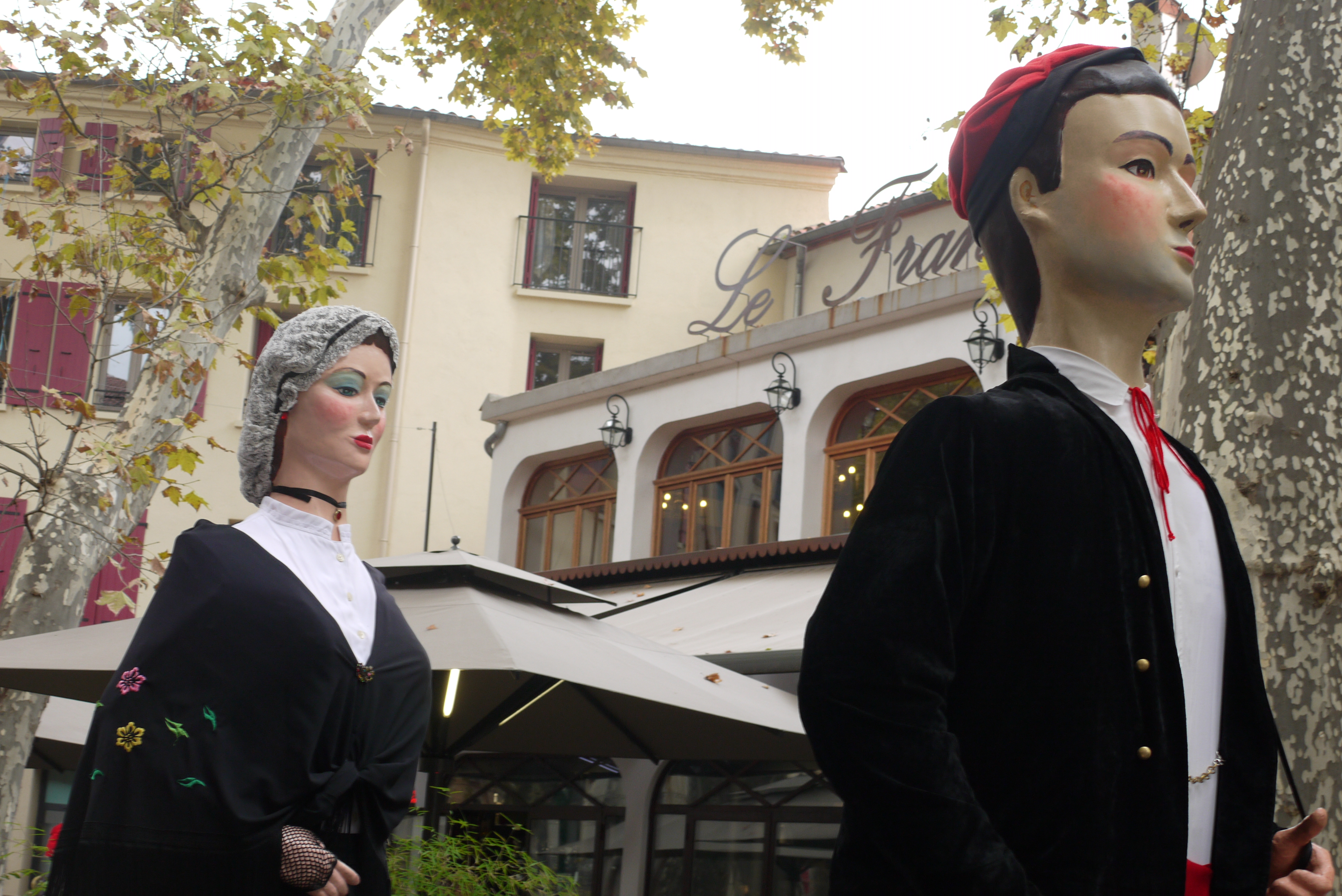
Els gegants de Ceret

Ceret és una vila especialment activa en el camp cultural. El més gran dels seus atractius és el Museu d'Art Modern de Ceret. A part d'aquest museu, hi ha la Casa del patrimoni Françoise Claustre, el Museu d'Instruments de Ceret i la Mediateca Ludovic Massé. A part, existeixen 76 associacions culturals de tota mena que asseguren una activitat cultural constant a la vila.

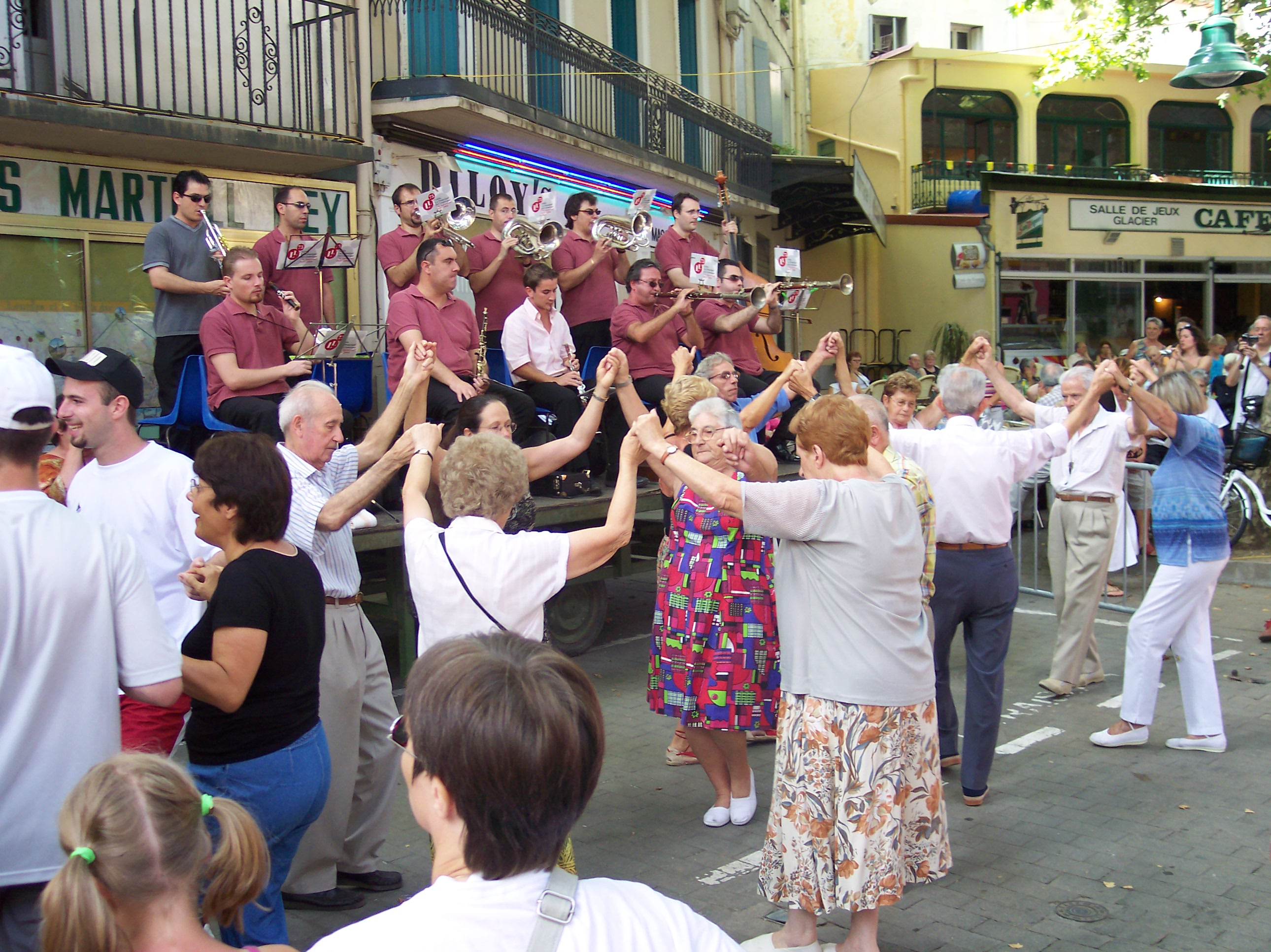
La Festa de la Sardana

En l'aspecte festiu, Ceret destaca per les seves festes de la Cirera i de Carnaval. Hi destaca especialment la Festa de la Sardana, que es començà a celebrar, amb caràcter anual, l'any 1957, organitzada per l'associació Foment de la Sardana, de Ceret; té lloc habitualment el tercer cap de setmana de juliol. El 1961 fou Ciutat Pubilla de la Sardana.

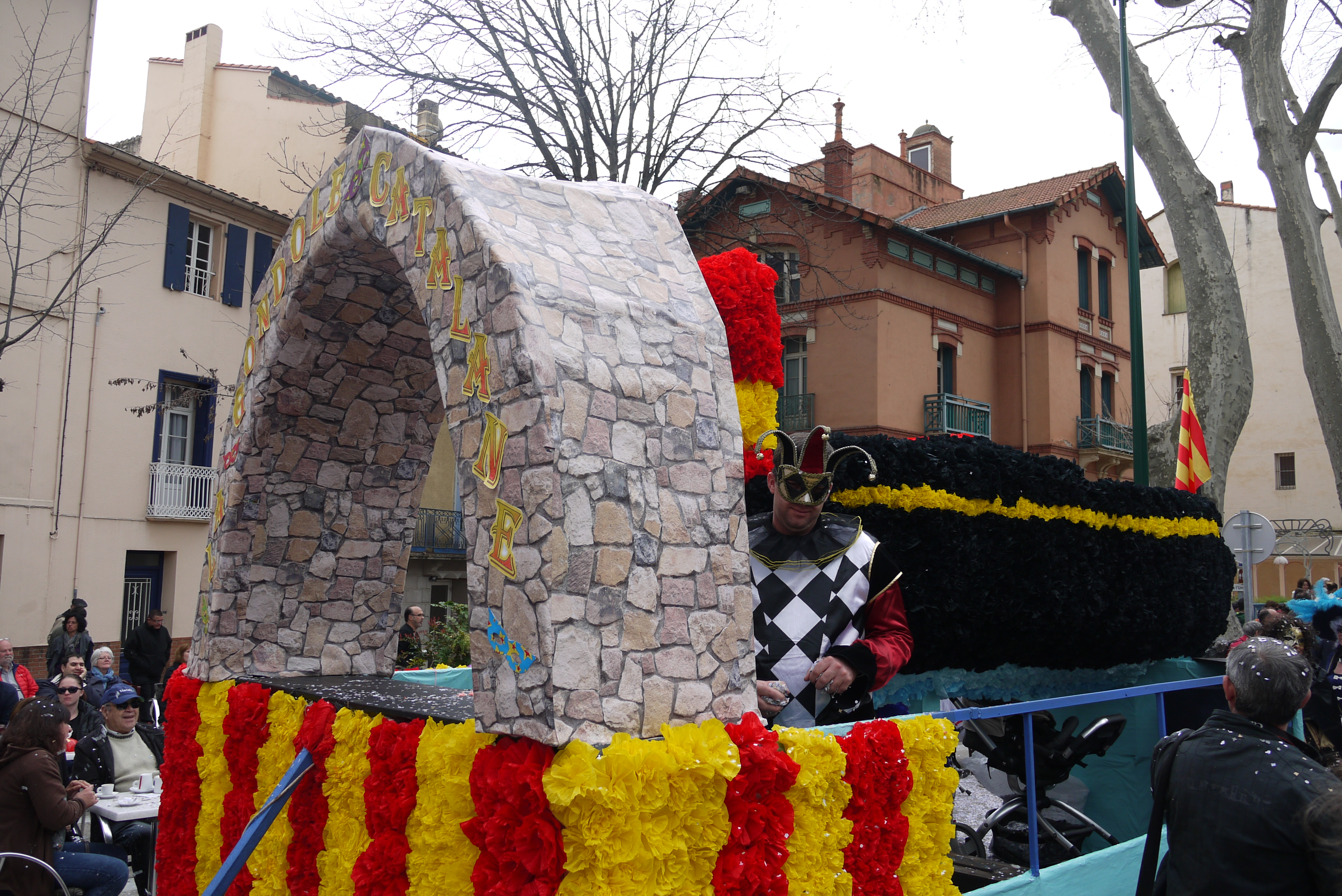
Una carrossa del Carnaval del 2017

Una de les característiques particulars de Ceret, única a la Catalunya del Nord, és que existeix una plaça per a curses de braus, coneguda com les Arenes o la Plaça de Toros, en actiu des del 1922. Està situada al nord de la vila, ja en zona d'eixamplament modern de Ceret. La tradició taurina a Ceret es remunta almenys al segle xvi. Al segle xix hi havia almenys tres places al poble. La primera corrida a l'espanyola es va celebrar l'any 1894. Ceret és una de les 46 poblacions que integren la Unió de Ciutats Taurines de França, i actualment les curses de braus, segons alguns autors, suposen un senyal d'identitat de la cultura catalana, tot i que el tema està sotmès a fortes controvèrsies.

## Esports
Fins a 47 associacions esportives de tota mena (arts marcials i esports de combat, ioga, dansa, gimnàstica amb diverses modalitats, diversos esports de raqueta, tir amb arc, esports d'equip, aquàtics, d'esport a la natura, de curses...) asseguren la pràctica esportiva a Ceret, quatre d'elles relligades als centres escolars de la vila.

## Serveis socials
El Centre Comunal d'Acció Social (CCAS) anima l'acció general de prevenció i de desenvolupament social de la comuna, en estret lligam amb les institucions públiques i privades (Code de l'Action Sociale et des Familles).
El CCAS és al servei de tots els ceretans per tal de guiar-los i ajudar-los en tots els tràmits administratius i permetre'ls d'obtenir totes les ajudes necessàries. Ofereix acull i permanències de dilluns a divendres, de 8 a 12 i de 2 a 5 de la tarda, a partir de cita al 04.68.87.00.00.
El CCAS té les atribucions obligatòries idèntiques a tots els CCAS i també atribucions facultatives específiques de cada CCAS.
A més, 37 associacions de diferents tipus de solidaritat estan actives a Ceret, 12 d'elles directament adreçades a les persones amb alguna mena d'afectació social.

## Llocs d'interès
Com a llocs d'interès destaquen la Font Freda, l'ermita de Sant Ferriol, el Museu d'Art Modern, el Museu d'Instruments de Ceret i Casa del Patrimoni Françoise Claustre, el Pont vell (o pont del Diable) i el nou, sobre el Tec; el convent dels Caputxins, les portes de França i d'Espanya, dos castells (el de la plaça i el Castellàs, dalt del turó) i l'església de Sant Pere.

## Persones il·lustres
- Joseph Santol, conegut com l'abbé Santol (1853 - París, 1923), religiós que es dedicà a l'acolliment de la infància
- Edmond Brazès (1893 - 1980), escriptor
- Josep Vidalou (1939 -), flautista, sardanista i fundador de la Federació per la defensa de la llengua i la cultura catalanes a la Catalunya del Nord
- Guilhem Guirado (1986 -), jugador de la USAP
- Martin Fourcade (1988 -), biatleta.
- Élie Alavaill (1844-1908) activista polític.
- Justin Alavaill (1847-1903) activista polític, germà de d'Élie.
- Georges Badin (1927-2014) poeta i pintor
- Paul Bonel (m. 1975) rasetaire
- Pierre Camo (1877-1974) poeta en francès
- Gaston Cardonne (1905-1971) senador i alcalde
- Cédric Coll (1988) jugador de rugbi
- Camille Descossy (1904-1980) gravador i pintor
- Marcel Homs (1910-1995) escultor
- Claude Massé (1934-2017) artista
- Pierre Soubiranne (1828-1893) bisbe de Belley

## Galeria

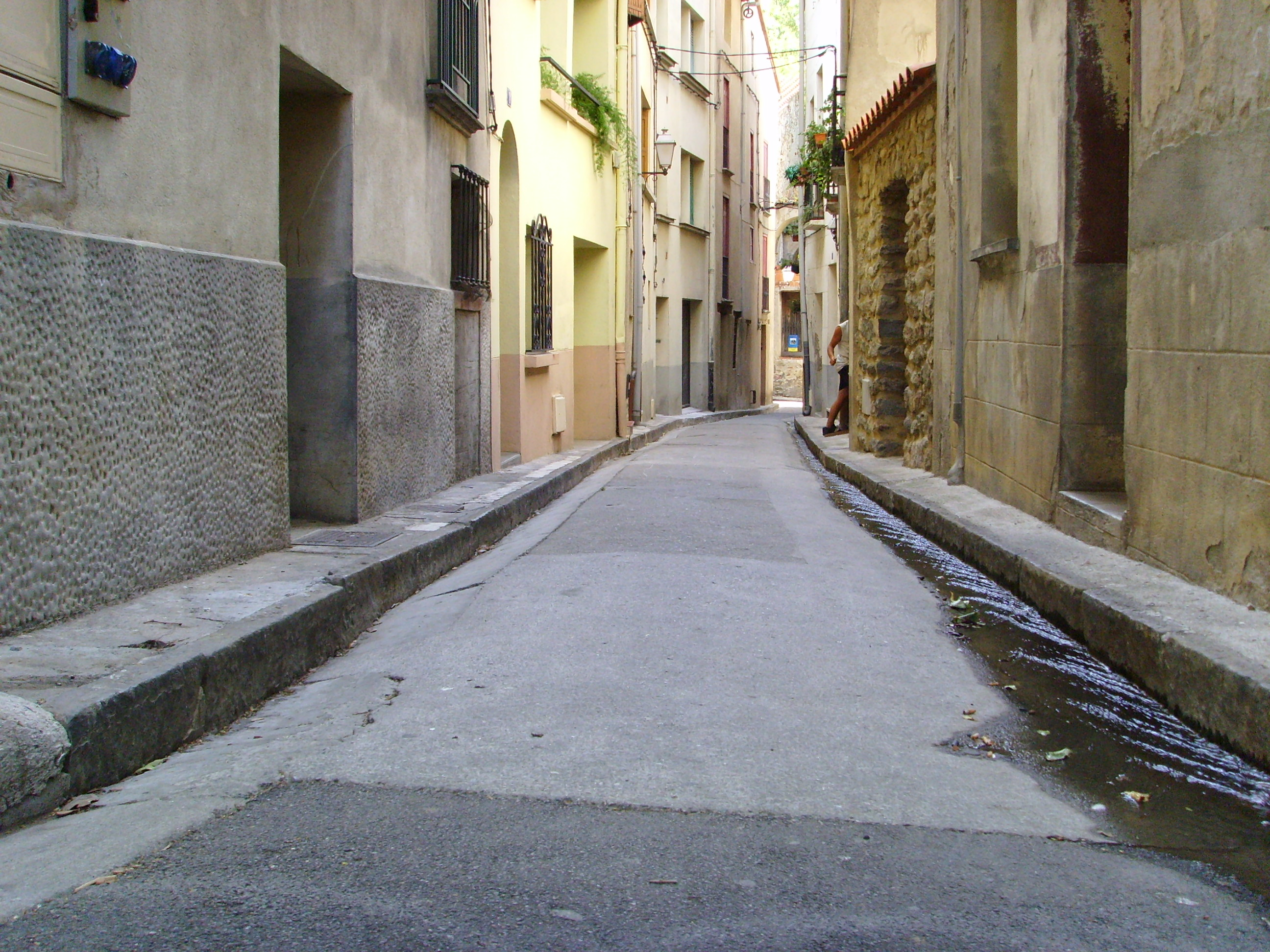
Carrer del vell Ceret amb les seves canaleres
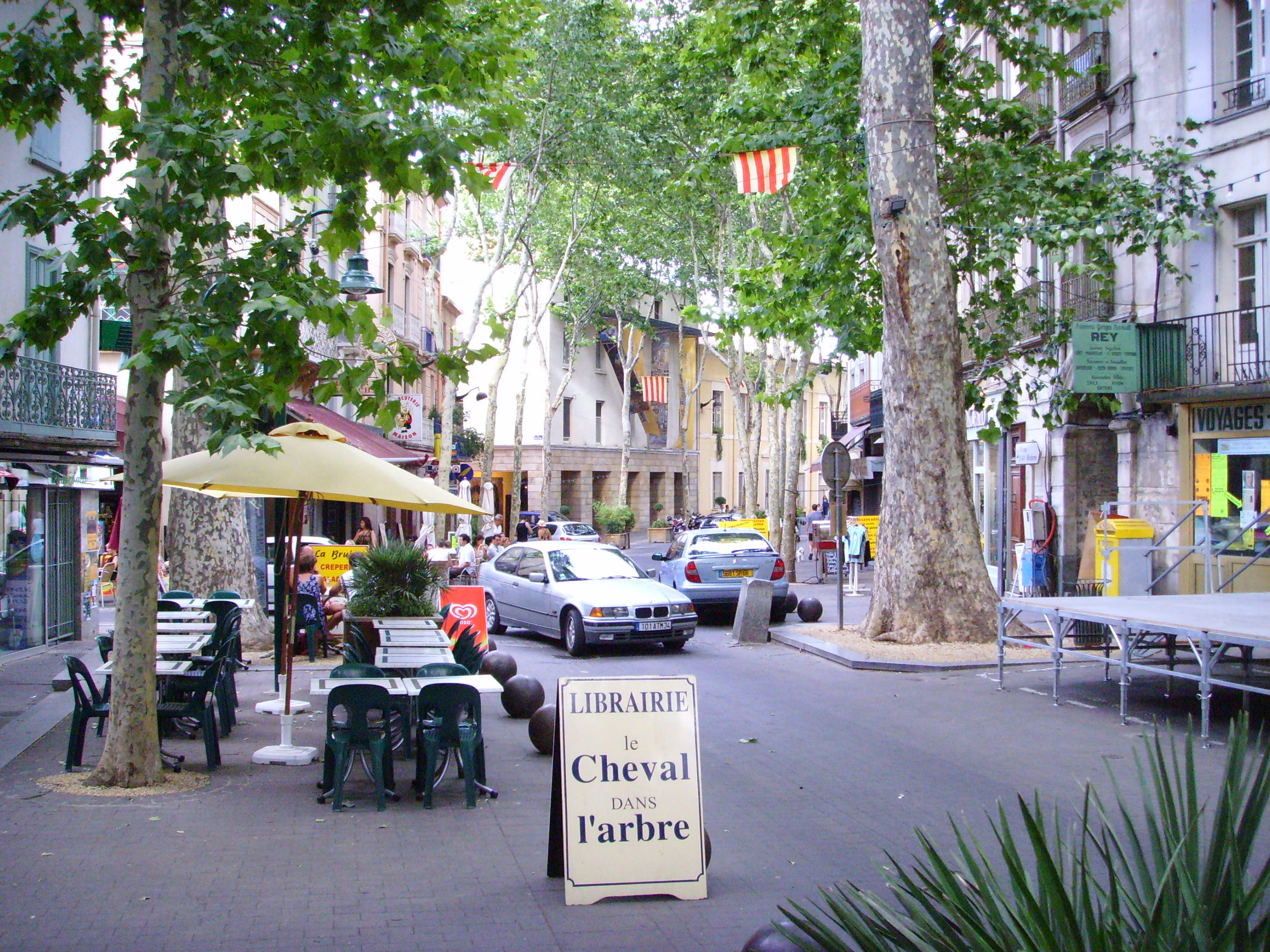
Passeig i plàtans
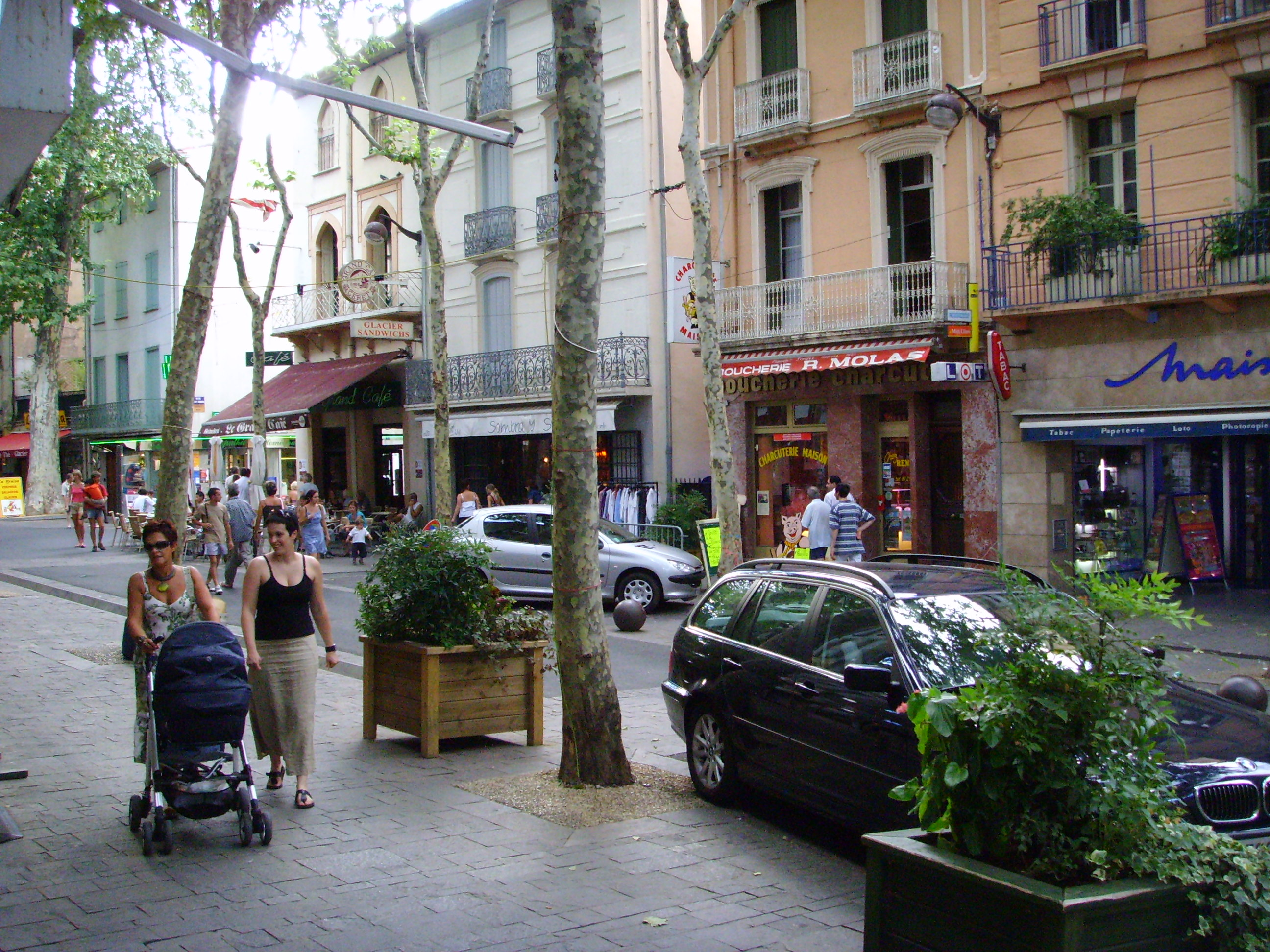
Prop del Grand Café
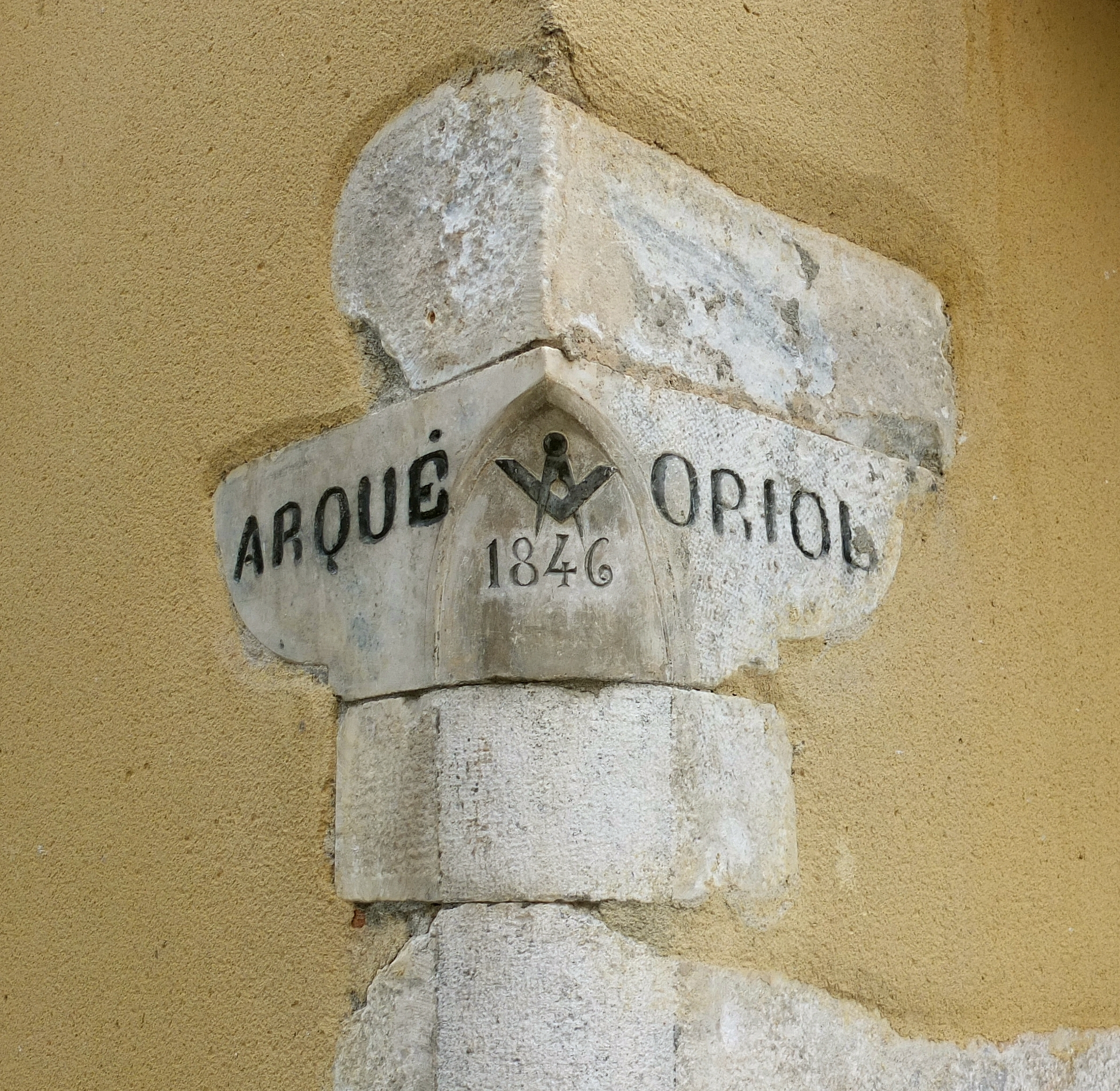
Detall d'una cantonada
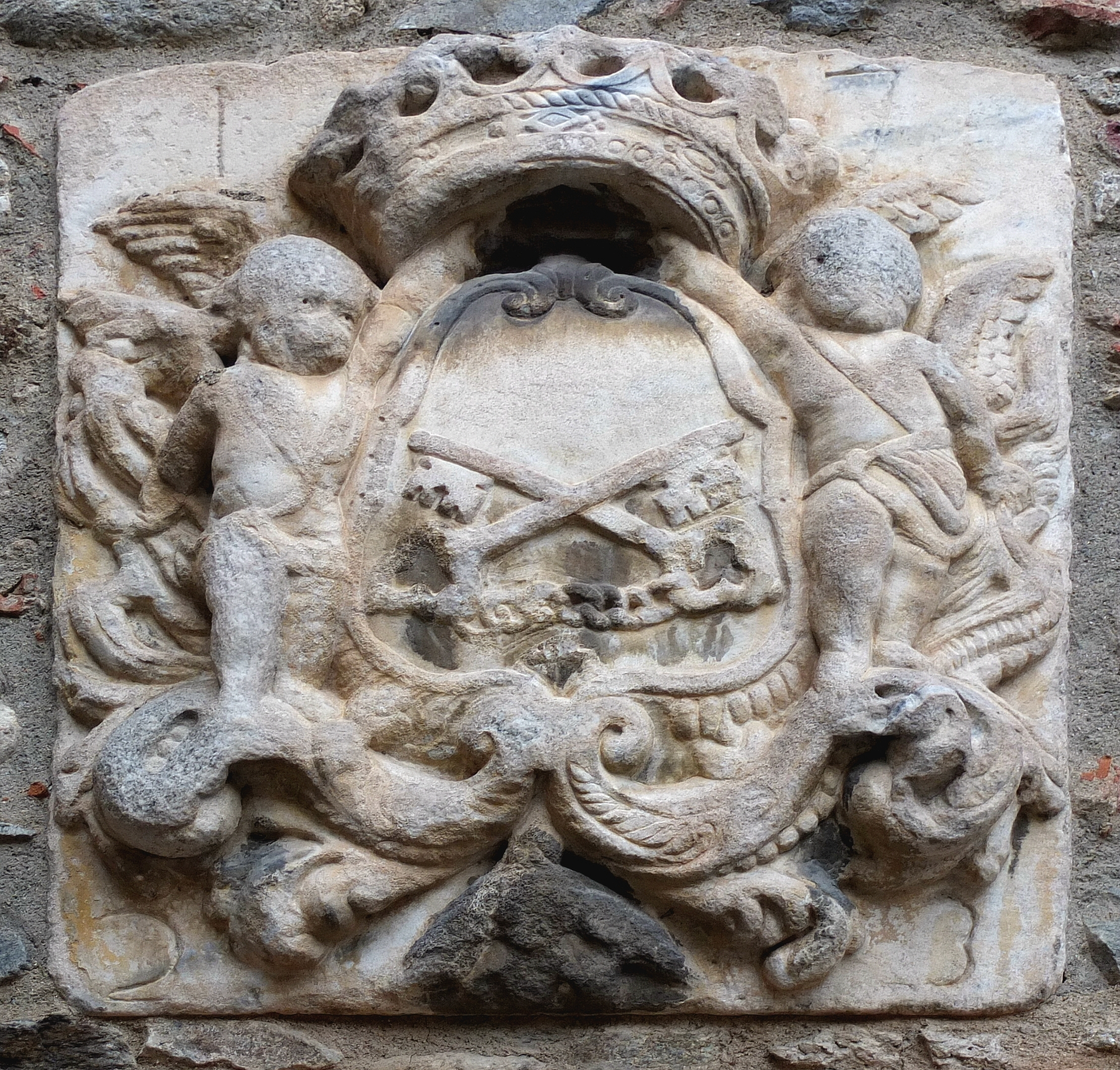
Escut d'armes (1723)